# Marais poitevin
Ne doit pas être confondu avec Marais breton-vendéen.
 (octobre 2024).
Le marais poitevin est une région naturelle de France à cheval entre les départements de Vendée, des Deux-Sèvres et de Charente-Maritime, et donc entre les régions Nouvelle-Aquitaine et Pays de la Loire.
L'ensemble constitué par le marais poitevin et la baie de l'Aiguillon, relique du golfe des Pictons, s'étend sur environ 100 000 hectares : il s'agit de la deuxième plus grande zone humide de France après la Camargue.
Il constitue le parc naturel régional du Marais poitevin, label retrouvé depuis le 9 juin 2014.
Le 20 mai 2010, les marais mouillés dits « de la Venise verte » ont obtenu en outre le label Grand Site de France. Certains espaces compris dans le marais poitevin sont aussi classés réserve naturelle nationale comme la baie de l'Aiguillon, marais communal de Saint-Denis-du-Payré, casse de la Belle-Henriette, ainsi que des réserves naturelles régionales comme Ferme de Choisy, le marais de la Vacherie, marais communal du Poiré-sur-Velluire. Le marais poitevin est classé dans le réseau Natura 2000.
Aménagé par l'être humain dès le XIe siècle, le marais poitevin est composé de trois grands ensembles liés à son fonctionnement hydraulique : le marais maritime, le marais desséché, le marais mouillé. Des milliers de kilomètres de fossés, canaux et rigoles creusés, des millions d'arbres plantés pour fixer les berges, autant de témoignages d'une relation étroite avec l’eau. Ce réseau hydraulique, résultat d’un aménagement qui a évolué au fil des siècles, permet d'atténuer les effets des variations de précipitations saisonnières : inondations en hiver, assèchements en été.

## Géographie

### Formation géologique

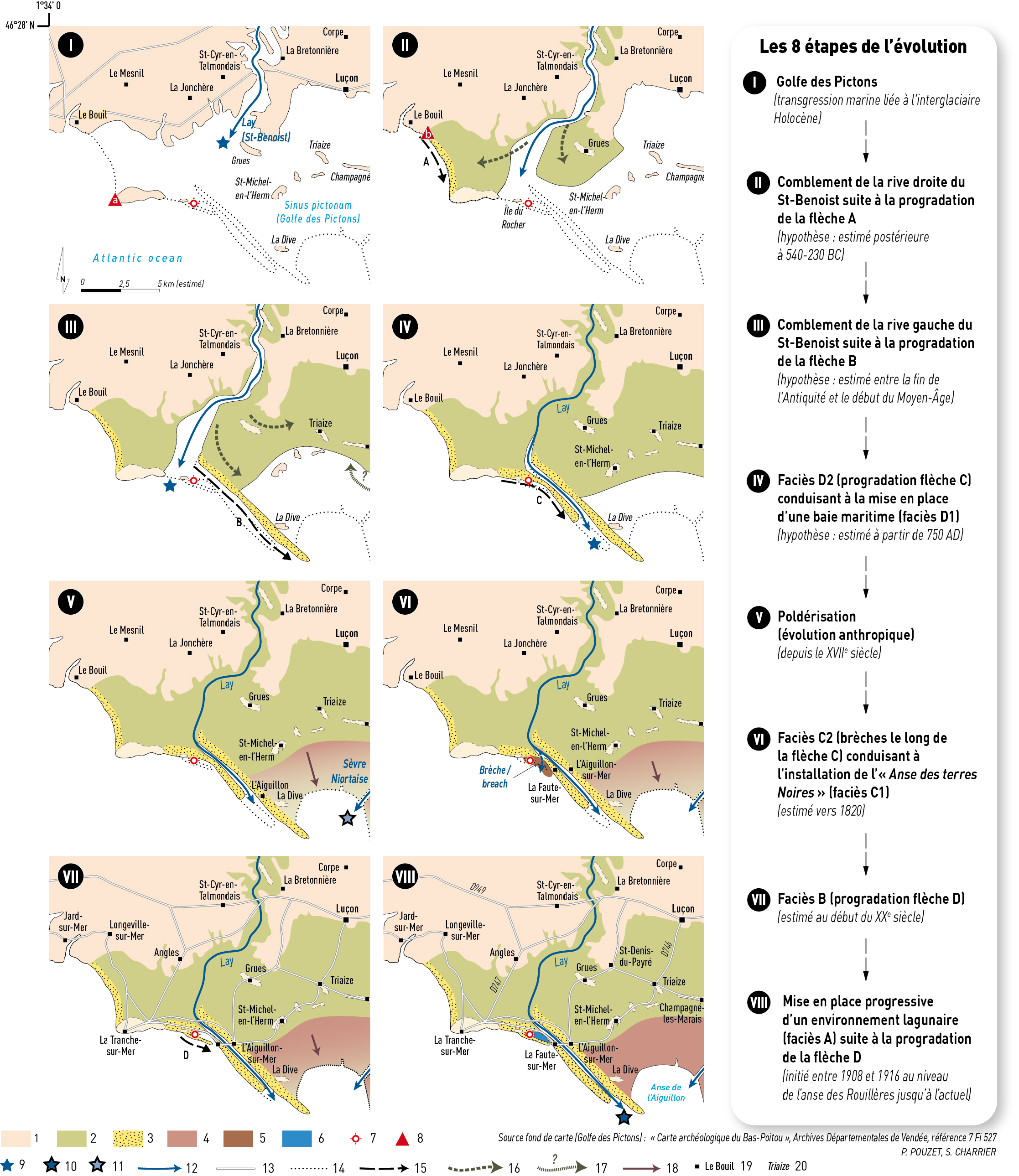
Reconstruction paléoenvironnementale du marais poitevin occidental depuis le golfe des Pictons.

L'espace abandonné par l'océan au fil du temps s'est peu à peu comblé de sédiments, formant une grande étendue plane, dont l'altitude de 0 à huit mètres (la moitié du marais se situant à moins de deux mètres) est à un niveau intermédiaire entre celui des marées hautes et des marées basses. Les marais desséchés couvrent une superficie d'environ 47 000 hectares. Les marais mouillés (dont la partie la plus orientale est qualifiée de « Venise Verte ») couvrent pour leur part une superficie d'environ 29 000 hectares, tandis que des marais qualifiés d'intermédiaires (ce qui signifie qu'ils sont imparfaitement desséchés) représentent environ 19 000 hectares.
L'espace aujourd'hui occupé par le marais poitevin fait initialement partie du plateau de calcaire jurassique de la plaine vendéenne. La dernière glaciation de Würm entraîne une régression marine et une reprise d'érosion par les cours d'eau de ce plateau (bassin versant de 535 000 ha), mettant à nu des formations marno-calcaires qui forment à terme une cuvette où subsistent des « buttes » calcaires plus résistantes. Cette cuvette est ensuite recouverte par la mer lors de la transgression flandrienne, formant ainsi le golfe des Pictons. Celui-ci est notamment mentionné par Artémidore d'Ephèse, citant un sinus séparant la civitas des Santons (Saintonge) de celle des Pictons (Poitou).
Sur les buttes calcaires sont bâtis les villages tels que Maillezais, Saint-Michel-en-l'Herm ou Marans. Le golfe est alors progressivement comblé par des alluvions fluviatiles et des sédiments marins. Les dépôts sont de deux types : 
- le bri : argile gris bleuté quasi-imperméable, d'une épaisseur moyenne de dix mètres, originaire principalement de l'estuaire de la Gironde et de la Loire, et envasant progressivement le golfe.
- la tourbe : dépôt dû à la décomposition des végétaux (peupliers, saules, frênes, roseaux, joncs, etc.) qui prolifèrent à la suite de l'adoucissement de l'eau, car le comblement du golfe entraîne une diminution progressive de l'influence de l'océan. On retrouve des zones de tourbières notamment dans les communes du Bourdet, Nuaillé-d'Aunis ou Le Vanneau-Irleau, à l'Est du marais.

Cette zone marécageuse a continué de se combler, naturellement puis par l'action des humains, provoquant la disparition du golfe des Pictons.

### Entités écologiques et paysagères
Le fonctionnement global du marais poitevin, peut se distinguer par différentes entités paysagères et hydrauliques suivantes :
- Les marais mouillés et les fonds de vallées humides (32 200 hectares) : Ce sont des zones inondables par crue ou par engorgement en période pluvieuse. Le réseau de canaux est souvent assez dense, ainsi qu’avec de nombreux arbres plantés pour fixer les berges. C'est dans ces « marais mouillés », que se situe la plus grande partie des marais communaux[4], vastes unités de prairies naturelles humides exploitées en pâturage collectif, pour certaines depuis le Xe siècle.
- Les marais desséchés (46 800 hectares) : Ils sont protégés des inondations et des marées par un réseau de digues (ou levées) avec des ouvrages hydrauliques appelés bondes à la limite entre le marais desséché et marais mouillé.
- Les marais intermédiaires (18 700 hectares) : Marais partiellement protégés des inondations, ils sont à rapprocher des marais desséchés.
- Les milieux littoraux (9 700 hectares) : milieux soumis à l'influence des marées, composés des mizottes, des vasières, des dunes et sables
- Les îlots calcaires internes (4 600 hectares) : anciennes terres hautes qui formaient des îles lorsque l'océan occupait le Golfe du Poitou.

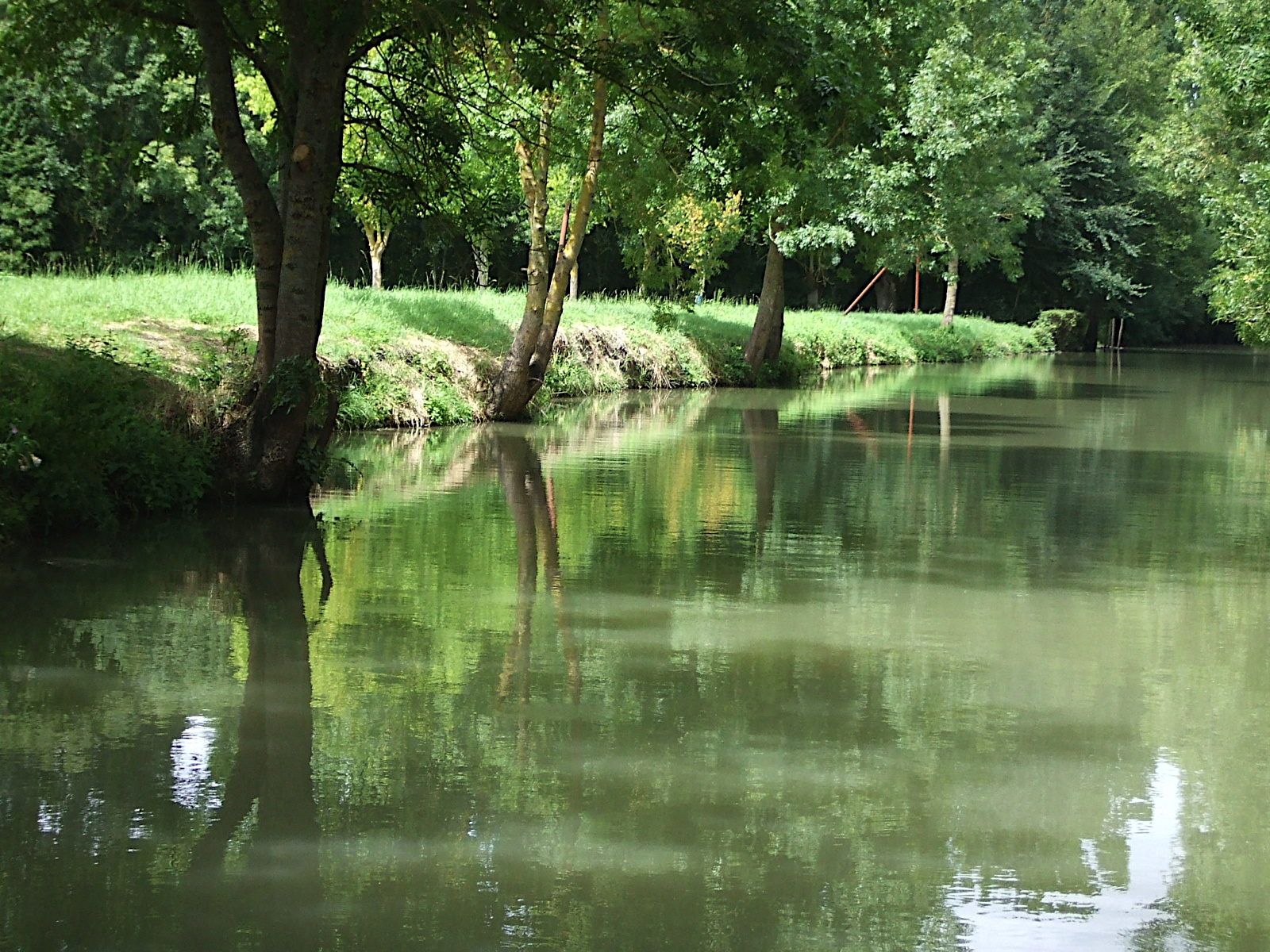
Marais mouillé : Conche à La Garette.
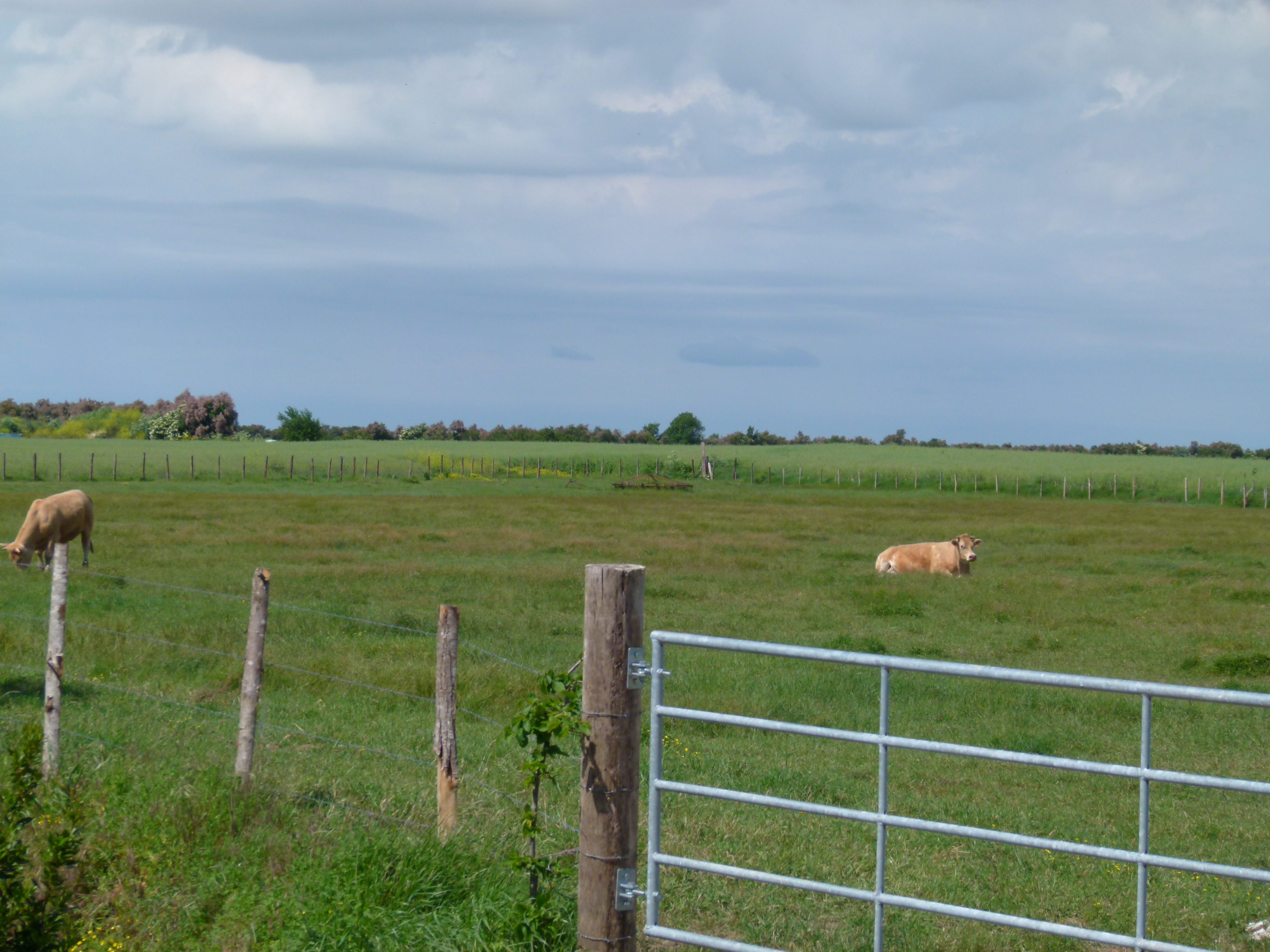
Marais intermédiaires et desséchés : Charolaises à Esnandes.
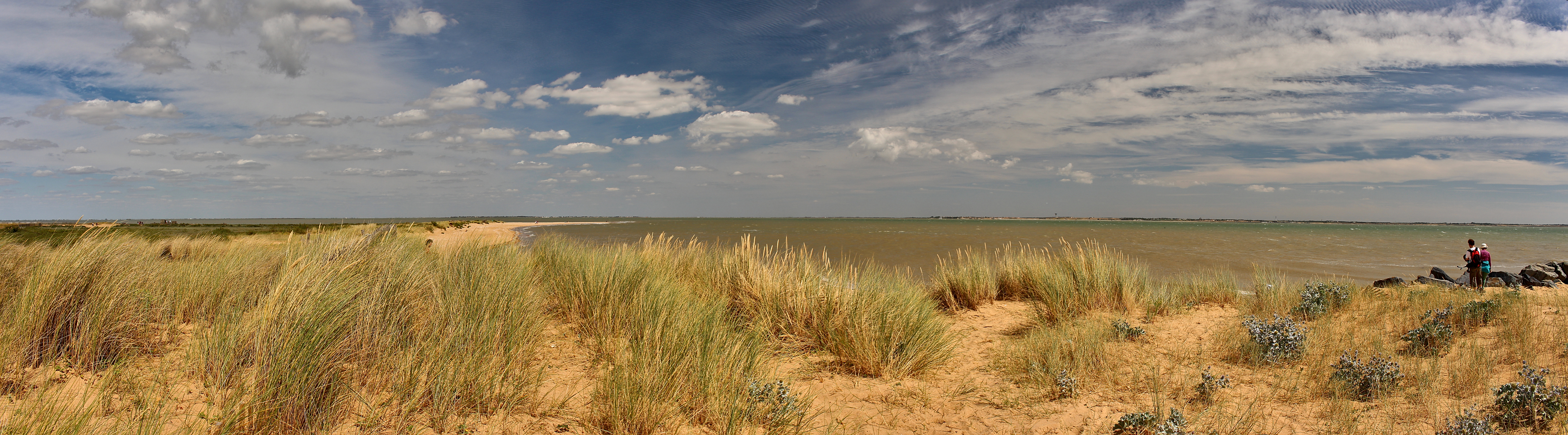
Milieux littoraux : la Pointe de l'aiguillon.
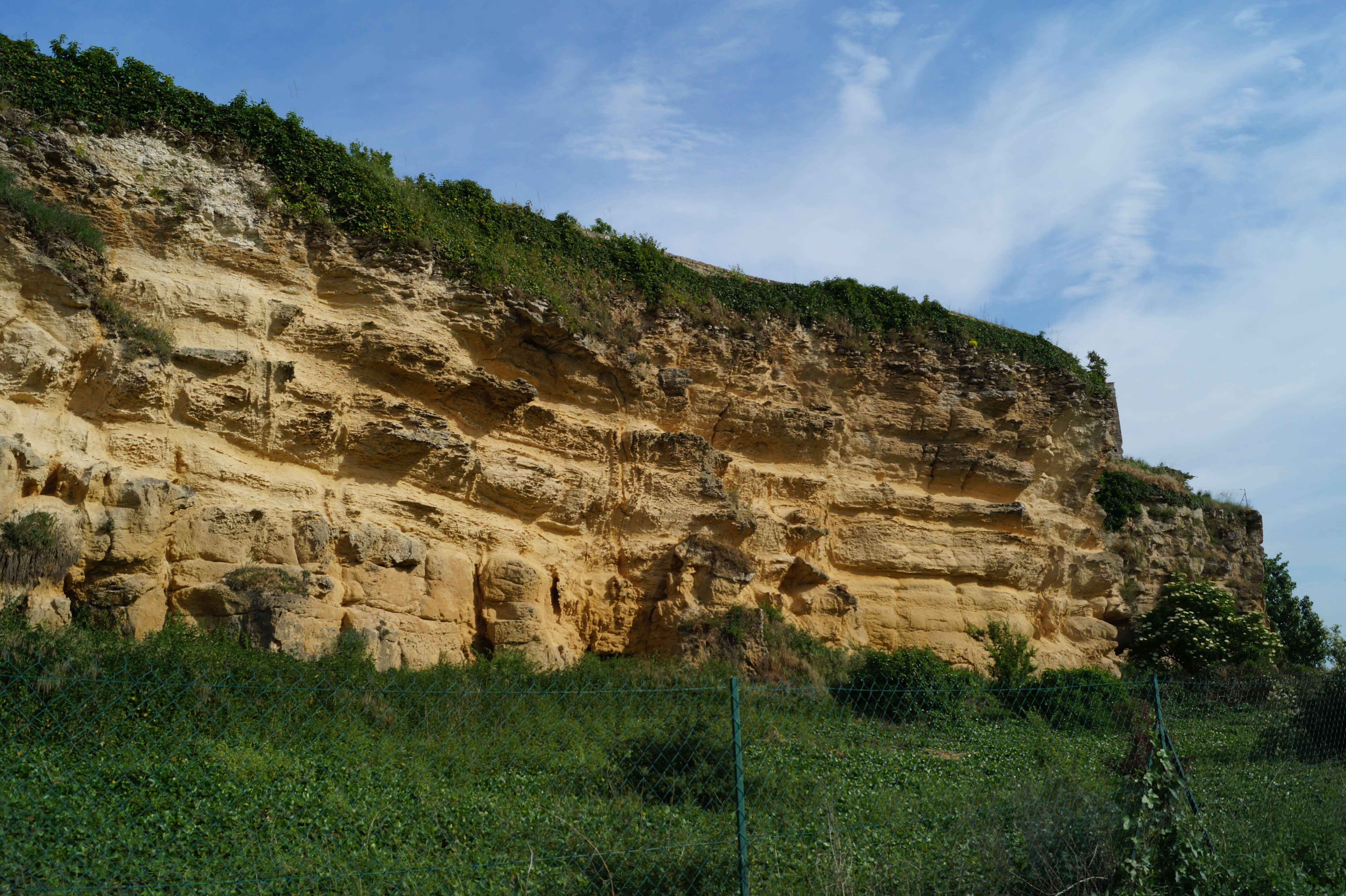
Ilots calcaires internes : Île de la Dive à Saint-Michel-en-l'Herm.

## Histoire des aménagements par l'être humain

### -5000 ans av. J.-C. auIXesiècle
Avant cette période, la marée remontait jusqu’aux portes de Niort. Mais l’humain n’étant pas sédentarisé, nous n’avons pas de traces écrites de cet héritage.
Des traces d'occupation pré- et protohistorique ont été identifiées sur ses anciennes rives et sur les anciennes îles aujourd'hui incluses dans les terres.
L'ancien golfe des Pictons (ou Lac des deux corbeaux : noms légendaires donnés bien plus tard, aucune preuve de l’utilisation à l’époque des Romains) se comble peu à peu. On estime qu'à l'époque gallo-romaine la marée remonte jusqu'à Marans du côté de la Sèvre Niortaise, Champagné-les-Marais et Saint-Denis-du-Payré du côté de la Vendée. Les dépôts de bris avaient déjà bien comblé une bonne partie du marais poitevin actuel.
Deux siècles environ av. J.-C., le peuple gaulois des Pictons (Pictavi ou Pictones) s'installent au bord de cette zone marécageuse. Les principales villes à proximité s'appelaient Limonum (Poitiers), Mediolanum Santonum (Saintes), Iculisna (Angoulême), Santonum Portus (La Rochelle).
Des voies antiques passaient par Niort et Magné. Une voie avec passages à gué entre les différentes "iles calcaires" pouvait passer par Saint-Jean-de-Liversay jusqu’à Vix et Velluire mais on en retrouve peu de traces.
L'exploitation du sel fait la renommée de la région. Le sel du Poitou est produit à partir du Néolithique (sel extrait par chauffe de l'eau de mer), puis à l'époque gallo-romaine jusqu'à nos jours, c'est l'exploitation du sel marin par évaporation naturelle.
À partir du VIIe siècle, de grands seigneurs féodaux ont procédé à des concessions et donations de parties du marais au bénéfice des abbayes alentour (dont l'abbaye de Maillezais, celles de Nieul-sur-l'Autise, l'Absie, Saint-Maixent, Saint-Michel-en-l'Herm, et Moreilles, ou le monastère de Luçon) ; des travaux d'aménagement sont ainsi lancés, dans le but d'exploiter de manière plus organisée la productivité de ces milieux (cultures, élevage, saliculture, pêcheries mais aussi développement de marais salants). 

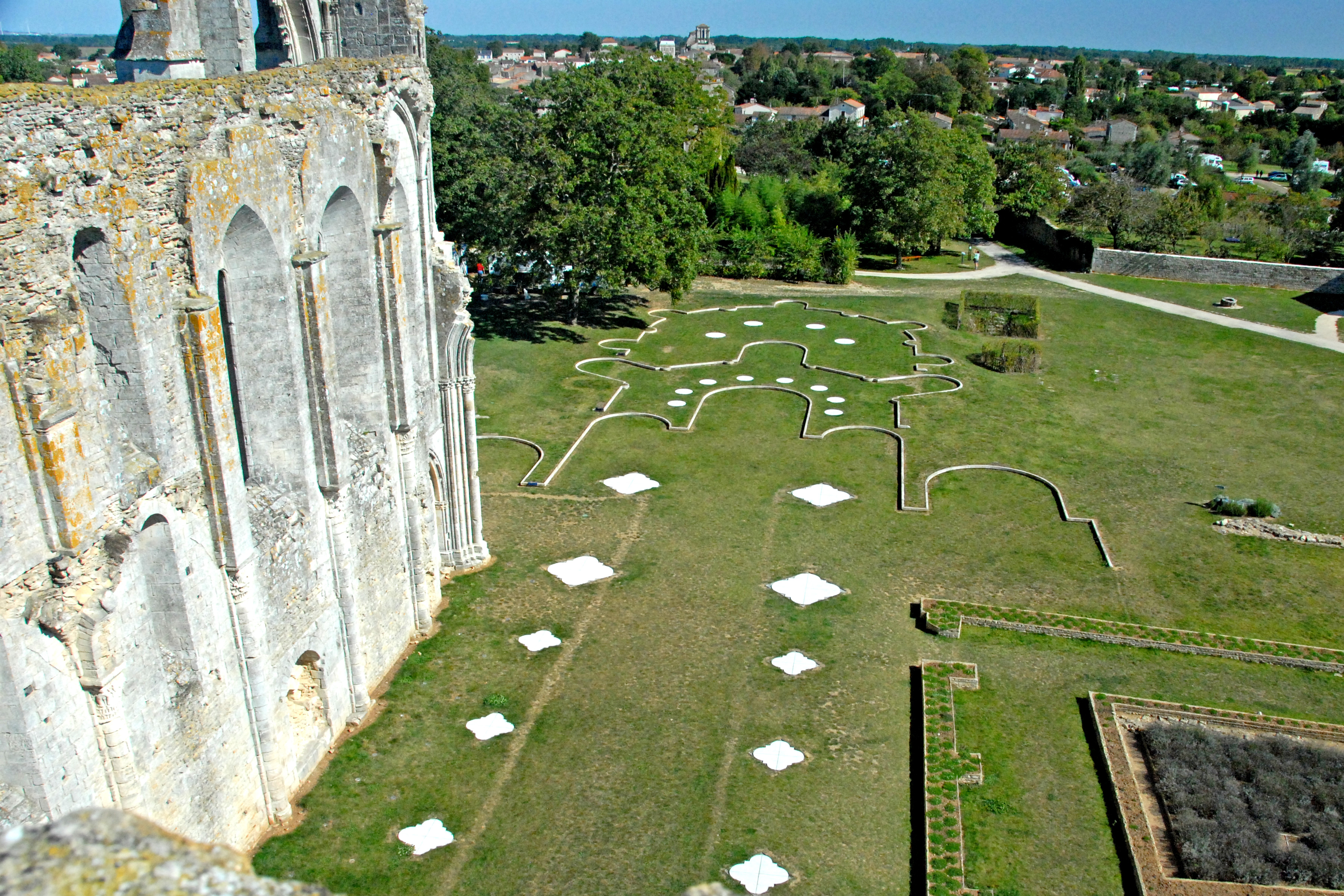
Abbaye de Maillezais.

### DuXesiècleauXVesiècle, premiers aménagements du marais desséché par les abbayes
Les premiers endiguements de marais desséchés sont réalisés à partir de la fin du Xe siècle afin d'exploiter plus facilement les terres. En 1199, Pierre de Voluire ou Volvire, seigneur de Chaillé, demande à Ostensius, abbé de Moreilles, de creuser le canal de Bot Neuf, aujourd'hui appelé canal du Clain (environ 14,2 km de long,). Dans une charte de 1217 Pierre de Volvire permet à la coalition des abbayes de Saint-Michel, de l'Absie, de Saint-Maixent, de Maillezais et de Nieul de creuser un canal pour dessécher les marais du Langon et de Vouillé. Il a été appelé « canal des Cinq-Abbés », un nom évocateur de ce contexte. Dans le Congrès archéologique de France de 1863, il est donné la date du 15 juillet 1200 pour la première charte ; 1217 serait la date d'achèvement . D'autres grands canaux évacuateurs sont creusés comme le bot de Vendée (de Chaillé à Luçon, maintenant appelé canal de Sèvre), l'achenal de l'Anglée (entre Chaillé et l'Anglée), bot de l'Alouette (autour de Marans), Canal de la Brune (entre Saint-Jean-de-Liversay et l'anse du Brault à Marans), bot de Brie et achenal d'Andilly (entre Andilly Charron et Esnandes), l'achenal le roi (devenu la ceinture des hollandais, entre Vouillé les Marais et Velluire).
La région ayant été le cadre de nombreux affrontements pendant les guerres de religion (seconde moitié du XVIe siècle), beaucoup de destructions ont été opérées à l'époque[réf. nécessaire], doublées d'un manque d'entretien des ouvrages de dessèchement.

### DuXVIesiècleauXVIIIesiècle, l'aménagement du marais desséché sous l'impulsion d'HenriIV
Les travaux d’assèchement sont repris et intensifiés sous Henri IV qui, dans une perspective de reconstruction, accorde divers privilèges à des investisseurs huguenots originaires des Pays-Bas et de Flandre. Nommé par édit le 8 avril 1599 Grand maître des digues du royaume par le roi, l'ingénieur flamand Humphrey Bradley intervient très peu dans le marais poitevin. Ses pouvoirs sont appuyés par le nouveau roi Louis XIII par un arrêt de règlement par le conseil du roi le 22 octobre 1611 ainsi que par deux déclarations: les 5 juillet 1613 et 3 décembre 1614. Certains de ses associés sont Hiérosme et Marc de Comans, Hiérosme Vanulfle, François de La Planche. La date de sa mort est inconnue, mais située entre 1625 et 1639, sans avoir commencé des travaux dans le Poitou. Les privilèges sont maintenus pour ses associés représentés par Noel Champenois originaire de La Roche à partir du 12 août 1639.

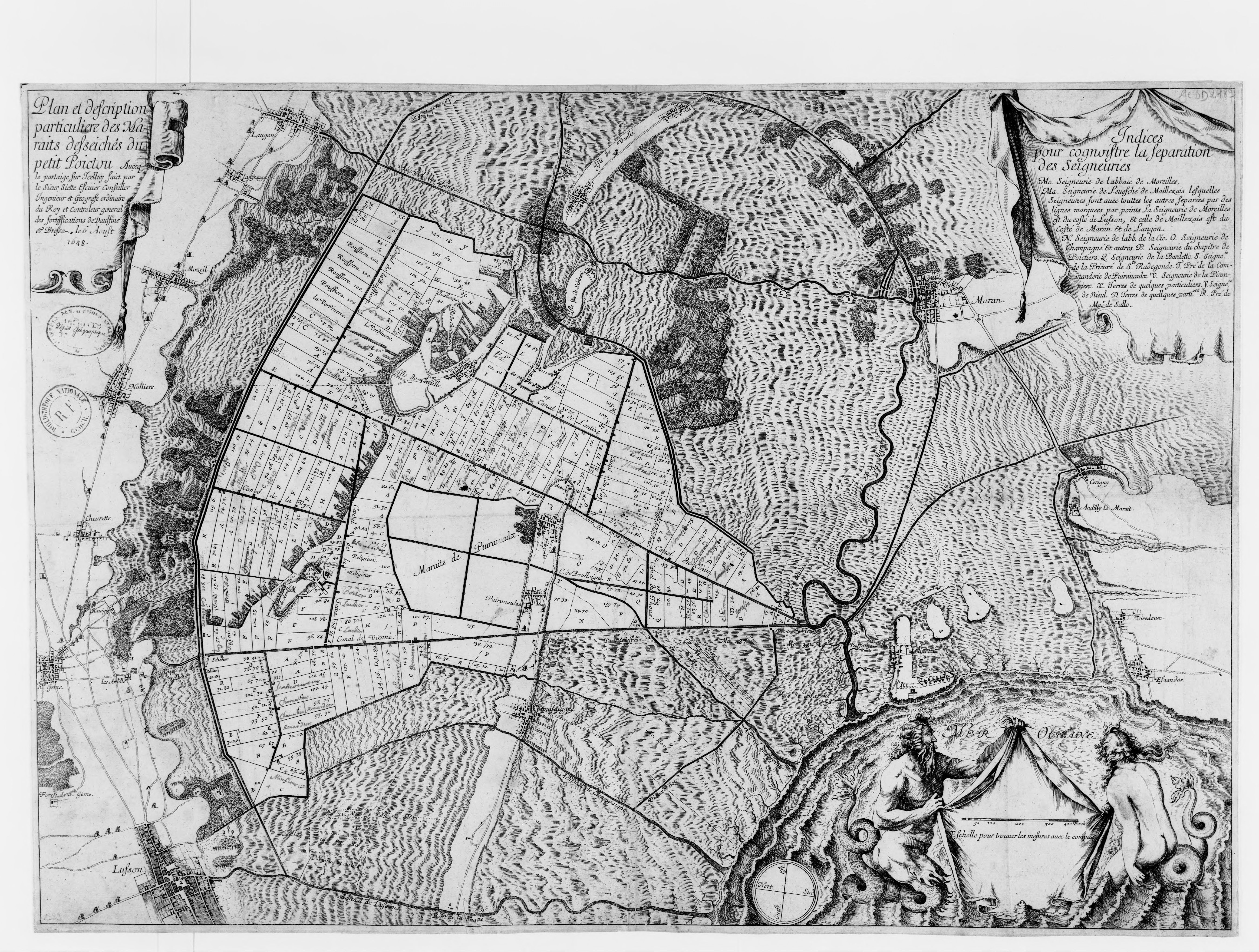
Plan et description particulière des Marais desséchés du Petit Poitou en 1648.

Pierre Siète, originaire de La Rochelle, devient le nouvel ingénieur hydraulique le 4 mai 1641. Celui-ci reprend les plans de Bradley et les améliore en réalisant dans le marais desséché les travaux les moins complexes. Il entreprit les dessèchements du Marais du Petit Poitou (Chaillé-les-Marais, entre 1643 et 1646, 5470 hectares, 75 km de canaux), puis Marais de Bouils (Langon, en 1649), Marais de la Vacherie (Champagné les Marais, entre 1651 et 1658), Marais du Commandeur (Puyravault, date inconnue), Marais Sauvage (Marans, 1654), Marais de Mouillepied (Marans, 1658). Enfin, à la même époque, furent exécutés plusieurs autres petits dessèchements, connus sous le nom de Marais-Garreau, de La Pironnière, des Ablettes, Dudevant, Autorres.
C'est sous l'impulsion de Pierre Siète, que sont créés les premiers syndicats de marais, regroupement de propriétaires ayant pour but l'entretien des canaux, digues et ouvrages hydrauliques. La première étant la « Société du Petit Poitou » fondé à Chaillé les Marais en 1646. Octavio de Strada (baron d'Aubué et Tournon) en devint le premier Directeur (Statuts de la société du Petit-Poitou, du 19 octobre 1646). Une autre association, sous l’impulsion de François Brisson, Sénéchal de Fontenay, se formait le 23 aout 1654, pour le dessèchement des marais de Benêt, Courdault, Maillezais, Vix, Le Brault, Marans, Sableau, Vouillé, Coulon et La Garette.
Le duc de Roannez, gouverneur du Poitou à partir de 1651, cherche des financements pour mener les travaux à terme. De grands aristocrates de la cour ne tardent pas à entrevoir les profits qui peuvent être tirés de ces assèchements (rotation élevage/céréaliculture, les excréments du bétail enrichissant le sol pour la culture notamment du blé), malgré les difficultés nombreuses qu'ils rencontrent dans leur réalisation.
Le Canal de Vix, parallèle à la Sèvre Niortaise, à sa création devait être prolongé jusqu’à Coulon, mais avec des dimensions trop petites pour évacuer les eaux, en 1662, il n'a pas été creusé au-delà de l'ile de Maillezais. En 1662, les habitants de Marans s’apercevaient que les nouvelles digues qui protégeaient les nouveaux marais « desséchés » et leur ville n’étaient pas assez hautes. Il fut décidé de creuser sur 24 km le « Contrebot de Vix » (parce qu'il fut creusé au pied et en dehors du bot ou levée du canal de Vix). Il est l'un des canaux les plus longs du marais poitevin (il fait 21,05 km en réalité, le Canal de la Banche du côté Taugon est creusé à la même époque entre le Marais de Boëre et le Brault avec une longueur de 25,97 km).
Dans cette période fut imaginée, par la société de Vix Maillezais et des ingénieurs hydrauliques, la réalisation d'aqueducs permettant la bonne gestion de l'eau pour continuer à évacuer l'eau des marais mouillés à travers le canal de Vix qui protège les marais desséchés. Trois aqueducs, permettant de faire se croiser deux voies d'eau sans qu'elles se mélangent, furent construits pour protéger les marais mouillés de l'autre côté du Canal de Vix. Le plus en aval à l’Ile d’Elle, au lieu-dit « Le Gouffre » pour canaliser la rivière de la Vendée (construit entre 1662 et 1663), un second à Maillé  (en 1664) pour canaliser le canal de la Jeune Autise et le troisième plus en amont à la Grande Bernegoue, entre Maillé et Damvix, où il devra rencontrer la Vieille Autize. Ce dernier sera rapidement devenu inutile (mentionné abandonné dès 1714 par Claude Masse) du fait du renoncement vers 1670 au dessèchement des marais en amont de Maillezais et Maillé.
À la fin du XVIIe siècle, le marais desséché possède quasiment sa physionomie actuelle. Marais mouillés et marais desséchés sont complètement dépendants l'un de l'autre.

### XIXesiècle, l'aménagement du marais mouillé

Carte de l'aménagement de la Sèvre Niortaise et du marais poitevin en 1818 par Mesnager à la suite du décret pris par Napoléon Bonaparte en 1808.

Napoléon Ier prend en 1808 un décret d'aménagement de la Sèvre Niortaise, pour en conforter la vocation navigable. Cette décision constitue le premier acte d'une campagne de grands travaux qui vont, entre le début du XIXe siècle et le début du XXe siècle, donner au marais mouillé l'aspect que nous lui connaissons aujourd'hui. On peut considérer également ce décret, qui place la police de la navigation et de l'eau du fleuve domanial sous l'unique responsabilité de l'ingénieur en chef des Ponts et Chaussées des Deux-Sèvres, comme donnant un cadre de gestion conforme à la logique hydrographique du bassin versant de la Sèvre Niortaise. À l'inverse, la création sous la Révolution française des départements divise artificiellement cet espace entre la Vendée, la Charente-Maritime, et les Deux-Sèvres.
Sous la monarchie de Juillet, une ordonnance royale de Louis-Philippe Ier le 24 août 1833, structure le marais mouillé en syndicats départementaux de propriétaires. Ces syndicats se fédèrent par la suite en une Union des marais mouillés, dont la vocation est d'assurer une cohérence d'ensemble sur ce territoire. Plusieurs travaux importants dans le marais mouillé ont été exécutés à la suite de la création des syndicats pour permettre l'évacuation plus facile des eaux  vers l'océan lors des épisodes de crues : élargissement et approfondissement du fossé du Loup (885 mètres entre 1833 et 1835), ouverture du canal du Sablon (1377 mètres en 1836), ouverture du canal du nouveau Béjou (entre 1836 et 1837) , élargissement, approfondissement et redressement du lit de la Vieille-Autize (entre 1837 et 1839), ouverture du canal de Pomère (4,8km et 1839), élargissement de la Sèvre entre le Canal du nouveau Béjou et le Bief de la Taillée (entre 1839 et 1842), élargissement de la rivière du Moulin, en amont de Marans (1841), élargissement, approfondissement et redressement du lit du Mignon (1837-1846), ouverture de la Grande Rigole de la Garette et de la Rigole du Port-Goron (1845), ouverture du canal Maritime de Marans au Brault (1845 à 1848), ouverture de la Rigole de la rive droite, dont la section du Mazeau à la Sèvre, au-dessous de Coulon (1859), élargissement et approfondissement de la Sèvre entre les canaux de Pomère et du Sablon projet général de l’Ingénieur Evrard des Ponts et Chaussées (1862 et 1863), élargissement des canaux de Pomère et du Sablon (1863 et 1864), prolongement du canal du Mignon jusqu'à Mauzé (1880-1883).
Le Canal de La Rochelle à Marans commencé en 1806 est finalement mis en service en 1875, mais connecté au bassin à flot extérieur en 1888. Puis de 1884 à 1891, réalisation du canal maritime de Marans au Brault. Tout comme pour le canal du Mignon qui devait servir de voie de commerce fluvial important, la construction des voies ferrées a diminué les besoins de trafic fluvial, et lorsque ces grands canaux furent terminés, ils n'ont quasiment pas été utilisés.

Désormais les travaux réalisés auront principalement pour fonction d'évacuer correctement les eaux lors des crues hivernales.

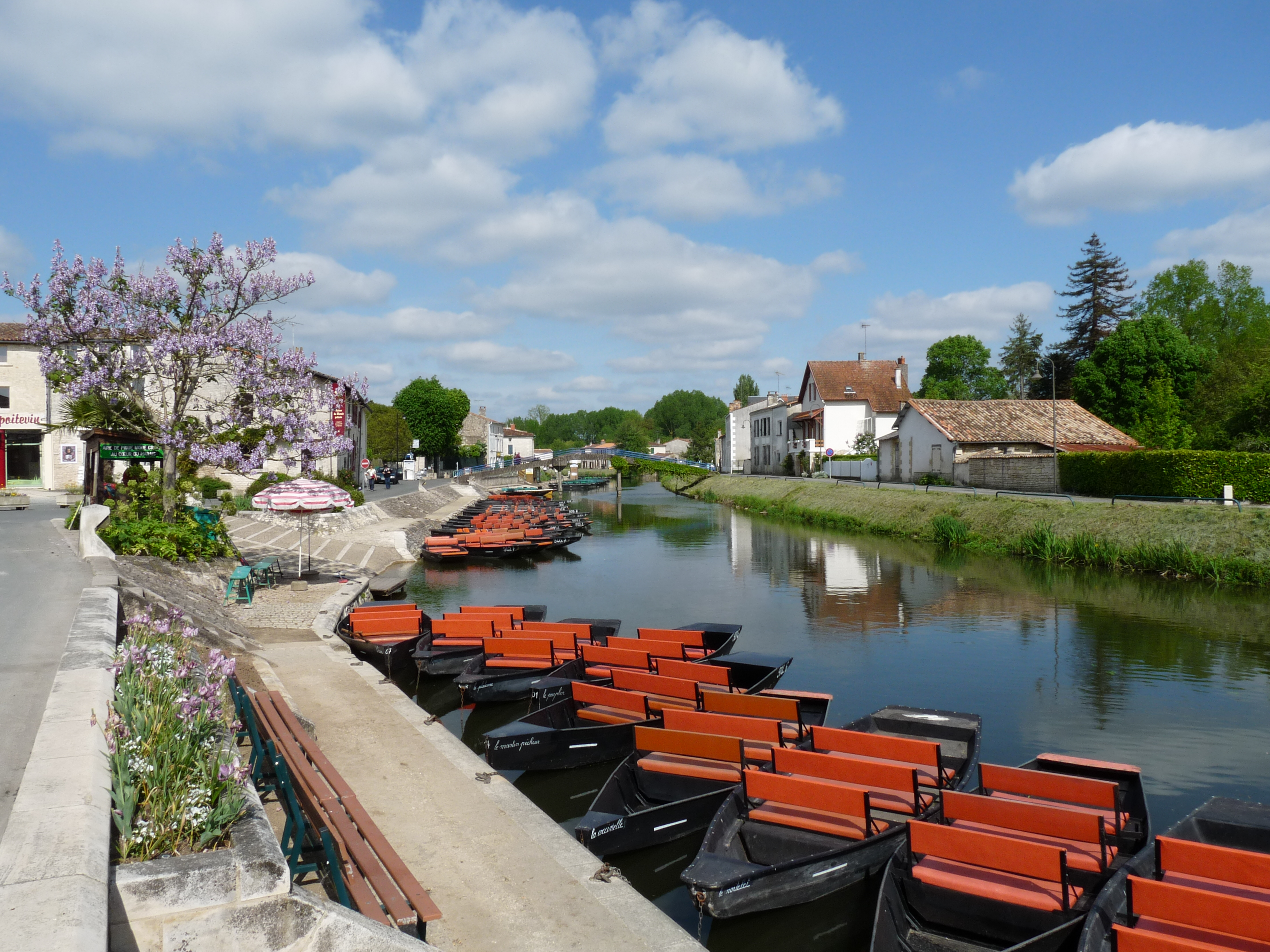
Coulon, barques stationnées au quai Louis Tardy.

### XXesiècle, les remembrements, et création du parc naturel régional
De 1900 à 1904 réalisation d'un programme de travaux sous Maîtrise d’ouvrage des Syndicats avec participation financière de l’État (30%) élargissements, curages, « déroctages » avec un objectif de débit de 50 m³/s à Marans. Puis de 1919 à 1928 réalisation du canal évacuateur depuis le canal de Pomère, parallèle au canal maritime, entre la Sèvre et le contrebot de Vix.
Ensuite entre 1950 et 1952, deux jonctions entre la Sèvre et le canal maritime au niveau de Marans sont creusées.
La rivière du Lay est fortement réaménagée pour raccourcir le parcours et couper de nombreux méandres.
De grands travaux hydro-agricoles ont été réalisés dans les années 1960 (remembrements, créations de nouveaux évacuateurs, recalibrage de canaux) qui ont donné la « disparition » du marais mouillé autour de la rivière de la Vendée entre Le Gué de Velluire, et l'île d'Elle, ou entre Doix et Vix. Puis dans les années 1980 (développement du drainage agricole par drains enterrés), dans une perspective d'assèchement généralisé et d'intensification de la production agricole, avec une spécialisation de plus en plus marquée des exploitations dans les cultures céréalières.
Dans le marais entre Coulon et La Garette quelques canaux principaux sont encore aménagés dans les années 1980 : Conche des Grandes Prises, Grandes Conche et Conche du Bois Main. Le canal de la Rabatière est lui aussi creusé dans la même période pour évacuer l'eau sans passer par le « nœud hydraulique » du Bazoin et constituent les derniers grands travaux hydrauliques.
La construction des grands barrages permet de maintenir un débit d'étiage durant les mois d'été. Barrage de la Touche Poupard pour le bassin de la Sèvre, barrages de Mervent, Pierre Brune, et Albert pour la rivière Vendée, barrages de Rochereau, Angle-Guignard et Sillonnière pour le Lay.
Alors que l'ouest du marais est particulièrement soumis à la littoralisation au cours du XXe siècle, les élus locaux se sont mobilisés pour la création d'un syndicat mixte qui prendrait en compte les problématiques de développement respectueux de l'environnement sur le marais poitevin, les vallées du bassin versant et les massifs forestiers alentour. Le 23 mars 1975, le Syndicat mixte d’étude du parc naturel régional du Marais poitevin, Val-de Sèvre et Vendée est mis en place. Les travaux préparatoires durent environ quatre ans : le 3 janvier 1979, un arrêté ministériel approuve la charte constitutive du parc naturel régional du Marais poitevin, Val-de-Sèvre et Vendée. Deux mois plus tard, un autre arrêté ministériel crée le Syndicat mixte de réalisation et de gestion du Parc.
Une polémique est née de la surexploitation des richesses hydrauliques du secteur. L'assèchement forcé du marais poitevin a provoqué un recul de la biodiversité, notamment pour une très grande quantité d'oiseaux (plus de 250 espèces répertoriées).

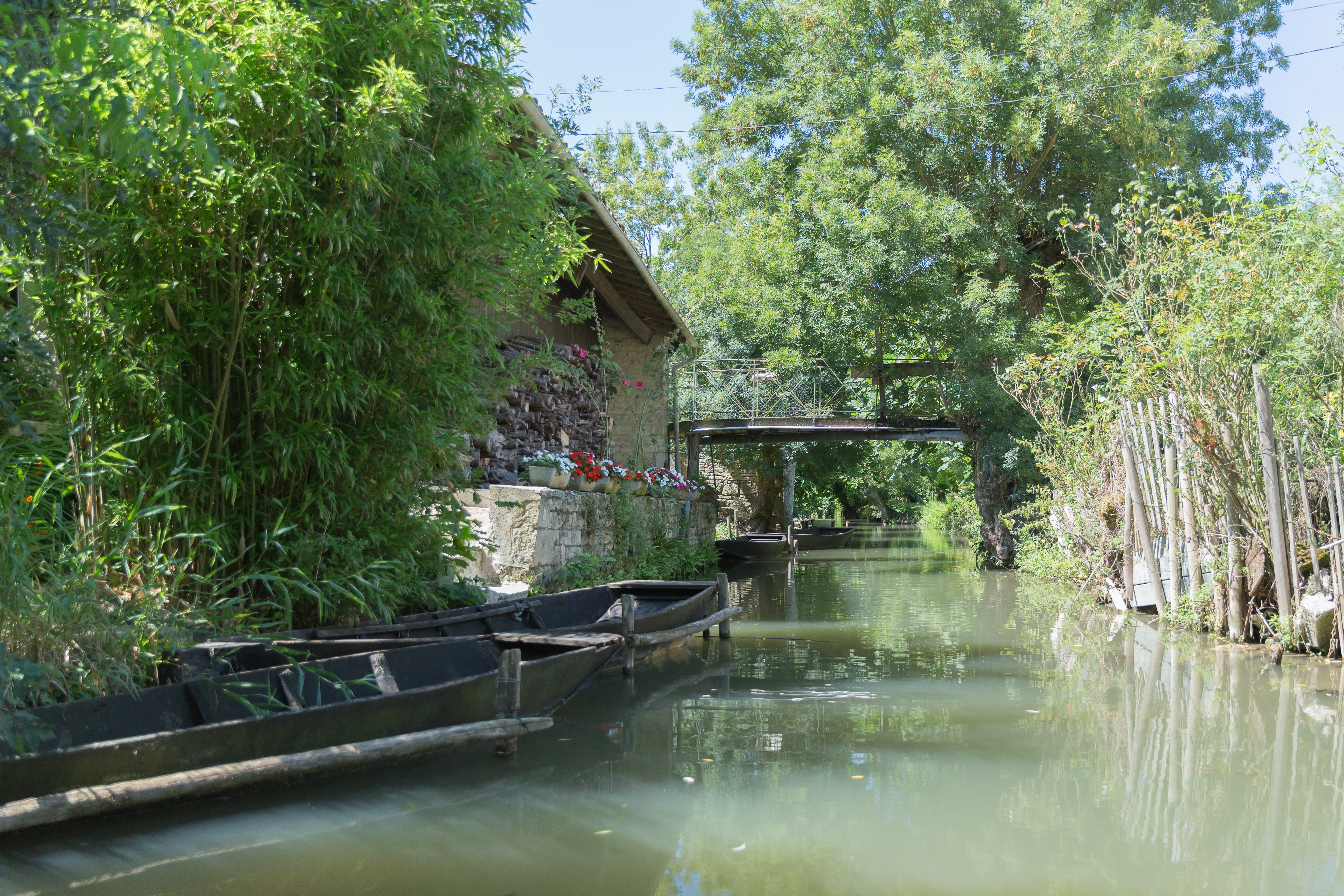
Conche des cabanes de Sansais dans le marais.

### Années 1990, les grands travaux de valorisation de sauvegarde
Le 4 février 1992, les grands travaux de valorisation et sauvegarde du marais poitevin sont lancés par François Mitterrand et Ségolène Royal: ils permettent le financement de la restauration du petit patrimoine (ports, fontaines, lavoirs, quais, canaux...) et la construction de nombreux chemins piétonniers et passerelles dans les marais, jusqu’alors accessibles uniquement par les voies d'eau. Seuls les marais de Sansais, Fontaines, Amuré et Saint-Georges-de-Rex ont encore quelques parcelles uniquement accessibles par l'eau. De nombreuses « passes à barques » avec treuils et rampes, sont réaménagées au niveau des ouvrages hydrauliques permettant de faciliter la navigation entre différents biefs. Cependant aucun « passe-bateau » de type « ascenseur » n'est conservé. On en observe sur d'anciennes cartes postales comme celui de la conche de la Belette au Vanneau.
C'est également à cette époque que sont mises en place les premières mesures agroenvironnementales, financées par l'État, l'Union européenne et les collectivités locales, pour contractualiser avec les agriculteurs du marais la conservation des prairies naturelles et le maintien de pratiques agricoles favorables à la biodiversité. Par la suite ces mesures ont été pérennisées selon différents dispositifs propres aux programmes de développement rural successifs.
Le parcours de l'autoroute A83 qui devait traverser le marais poitevin par Coulon et Magné, après plusieurs variantes est définitivement abandonné pour un tracé au nord de Niort.
Le déclassement du parc naturel régional en 1997 a provoqué une remise en question chez tous les acteurs du lieu qui doivent œuvrer en commun pour ne pas détruire un espace naturel très particulier et fragile.

### XXIesiècle
Depuis les années 2000, les ouvrages hydrauliques servant la gestion des différents niveaux de biefs, sont automatisés. Certains barrages (de type « madrier », et même plus récents, de type clapet) sont supprimés : souvent, on peut retrouver sur place les plots (en pierre taillée ou en béton pour les plus récents) avec leurs rainures pour y glisser les madriers.
Un plan vélo est mis en place destiné à sécuriser des itinéraires de découverte cyclables. L'objectif est de relier le plus possible les villages entre eux avec la réalisation et l'aménagement de chemins, pistes, balisages et autres équipements.
Un plan d'aménagement et de restauration des marais mouillés du marais poitevin permet de restaurer la trame paysagère ainsi que de promouvoir et soutenir l’activité pastorale.
Des ouvrages de franchissement comme des passes à poissons et rampes pour anguilles sont installés au niveau des différents barrages pour permettre aux poissons migrateurs d’accéder aux zones amont du bassin. La passe de l'écluse du Marais Pin est équipé de caméras pour le comptage. Tous les passages de poissons sont enregistrés 24h/24h tout au long de l’année.
Le marais poitevin est aussi concerné par un assèchement des nappes phréatiques : celles-ci sont menacées par des pompages intensifs plus récents (hivers 2011-2012), effectués par l'agriculture intensive. Les grands barrages construits dans les années 1960 ne suffisent plus : la création de « réserves de substitution » serait une des solutions apportées par les agriculteurs vendéens. Mais le projet, côté Deux-Sèvres, voit une forte contestation.
Coté marais mouillé, de nombreux petits fossés du réseau « tertiaire » disparaissent faute de moyens humains et financiers, seuls les fossés d’intérêt collectif sont entretenus par les syndicats. De plus la création d'îlots parcellaires à l'aide de « buses en béton » pour faciliter le pâturage des vaches n'aide pas à la circulation de l'eau dans les petits fossés.

## Typologie des marais

### Marais mouillé et marais desséché
Le terme « marais desséché » ne signifie pas qu'il n'y a plus d'eau mais qu’il n'est théoriquement plus inondable, au contraire du « marais mouillé » qui l'est.
Il ne peut y avoir de marais desséché sans marais mouillé. En effet, ce dernier agit comme une éponge qui permet de réguler l'apport d'eau en provenance du bassin versant. Les eaux d'inondations s'y épandent, ce qui protège le marais desséché des crues. Autrefois composé de vastes espaces de prairies, le marais desséché a été gagné au cours du XXe siècle par les cultures intensives (céréales, maïs, tournesol...).
Le marais desséché est en fait un polder. Il est cerné de digues qui le protègent à la fois de la mer et de l'eau du bassin versant.
L'eau du marais mouillé est évacuée au moyen de portes à flot (ou portes à la mer) qui laissent partir l'eau à marée basse. À marée haute, la pression de la mer ferme les portes et empêche l'eau salée de refluer dans les cultures. Durant la saison sèche, les portes à flot sont fermées, afin de garder l'eau nécessaire à l'irrigation naturelle par le sol.

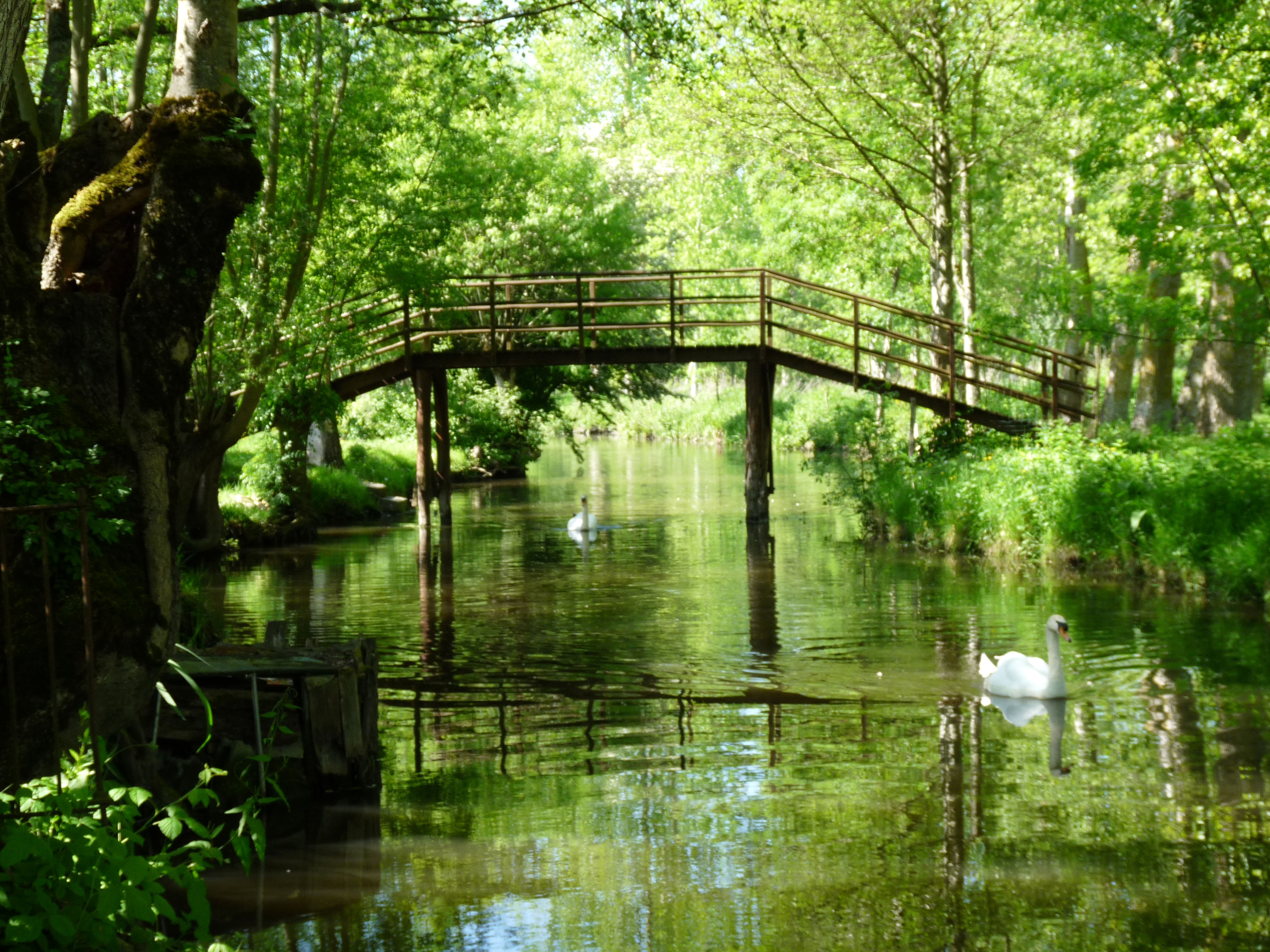
Passerelle au-dessus d'un canal dans la « Venise verte ».

Le marais mouillé est tributaire des inondations, ce qui explique que s'y soient développées des cultures de cycle court comme celle des mojhettes (haricots blancs, l'or blanc du marais poitevin) dont le cycle est de trois mois, ce qui correspond à la période hors risque d'inondation.

### Un marais «naturel», mais aménagé par l'être humain
Le marais poitevin est un milieu fragile, artificiel, en grande partie dessiné par l'humain mais soumis aux lois de l'hydraulique.
Alimenté en eau douce par les fleuves et ruisseaux côtiers des bassins versants de la Sèvre Niortaise, de la Vendée et du Lay, ce milieu est perpétuellement en équilibre instable. Le marais n'est pas un espace linéaire, il n'est même pas une juxtaposition de cours d'eau ; il est un organisme complexe, tridimensionnel, dont les canaux sont comme les vaisseaux sanguins du corps humain. Modifiez la pression artérielle, c'est votre organisme qui s'effondre, supprimez les digues de protection à la mer, vous obtiendrez un effet de marnage qui inondera tout à marée haute et asséchera les canaux à marée basse.
Le maintien du milieu est le résultat d'un subtil équilibre de gestion de l'eau douce : il faut évacuer le trop-plein en temps de crue (ce qui n'est possible qu'à marée basse) et accumuler de l'eau en période d'étiage. Lors d'étiages sévères, il peut arriver que les ouvrages régulant les mouvements d'eau dans l'estuaire demeurent fermés plusieurs mois d'affilée ; ce fut le cas notamment en 1989.

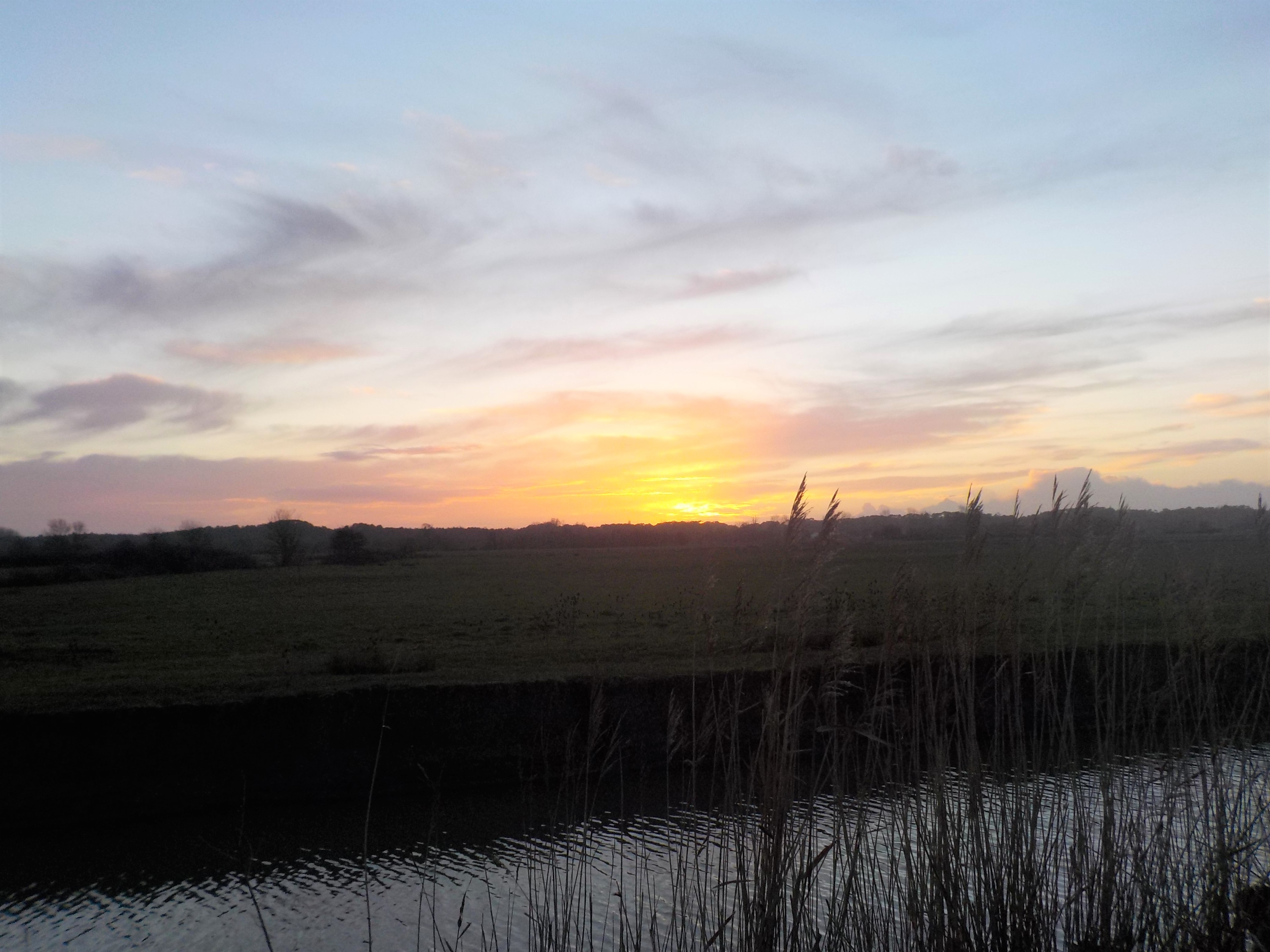
Prairie d'élevage du marais au coucher du soleil.

### Les métiers traditionnels
Au XIXe siècle, on appelait huttier une personne habitant dans le marais, réalisant divers travaux au gré des saisons. Il pouvait réaliser diverses tâches comme: cueilleur, artisan, glaneur, vendeur, jardinier, bûcheron, pêcheur, chasseur, journalier, cordier, vannier, et éleveur.
L'élevage a longtemps été l'activité principale des marais mouillés, où se sont développées une vingtaine de coopératives laitières (Coulon, Arçais, Le Mazeau, Sainte-Radegonde-des-Noyers, Saint-Michel-en-l'Herm, Courçon d'Aunis, Damvix, Mareuil-sur-Lay, La Ronde, Saint-Jean-de-Liversay, Marans, Saint-Hilaire-la-Palud, Le Poirée-sur-Velluire, Le Gué-de-Velluire, Saint-Georges-de-Rex, Prin-Deyrançon, Irleau, Frontenay-Rohan-Rohan, Le Bourdet...). Certaines laiteries du marais mouillé avaient un quai de déchargement pour barques : Irleau, La Garette ou Le Mazeau.
La construction de briques et tuiles est une activité jusqu'au milieu du XXe siècle, la dernière usine (Tuilerie et briqueterie Poupard, puis Chabassier puis Société d'exploitation régionale des argiles du marais (SERAM)) en activité était à Saint-Hilaire-la-Palud jusque dans les années 1990. On retrouve de nombreux « trous de bris » dans le marais mouillé qui sont les emplacements de l'extraction de la matière première de ces usines (Tuilerie et briqueterie Paris à La Névoire de Saint-Hilaire-la-Palud, tuilerie Rousseau à l'Ile d'Elle, Damvix ou Courdault ...). Un musée retraçant cette activité est visitable à la briqueterie de La Grève sur le Mignon. À Benet, on peut aussi retrouver des anciens fours à chaux (en activité entre 1873 et 1981, sous l'impulsion de l'activité des mines de Faymoreau). La poterie était aussi utilisatrice du bris extrait dans le marais : le Four Pontet de Magné est encore visible le long des quais de la Sèvre. La tuile romane est le principal produit fabriqué dans le marais poitevin. Elle est aussi appelée « tige de botte ». Cette tuile est utilisée sur les toits mais également pour couvrir les hauts de mur qui enserrent les jardins. L'industrialisation a permis de mettre au point des tuiles plates, plus larges et donc moins nombreuses et moins lourdes sur les toits. Les tuiliers fabriquaient également des carreaux et des briques. Ces dernières étaient pleines au début. La mécanisation a permis de fabriquer des briques à trous. Plus légères, elles ont conquis le marché industriel. Néanmoins, dans le marais poitevin, les briques ont surtout été utilisées pour la construction de dépendances, voire pour la décoration de façades, en encadrement de fenêtre, porte... Rares sont les maisons d'habitation entièrement construites en briques. L'imagination des tuiliers du marais s'est aussi exprimée à travers la réalisation de produits d'ornement pour la maison. Des tuiles décoratives, des épis de faîtage, des cheminées fantaisie...

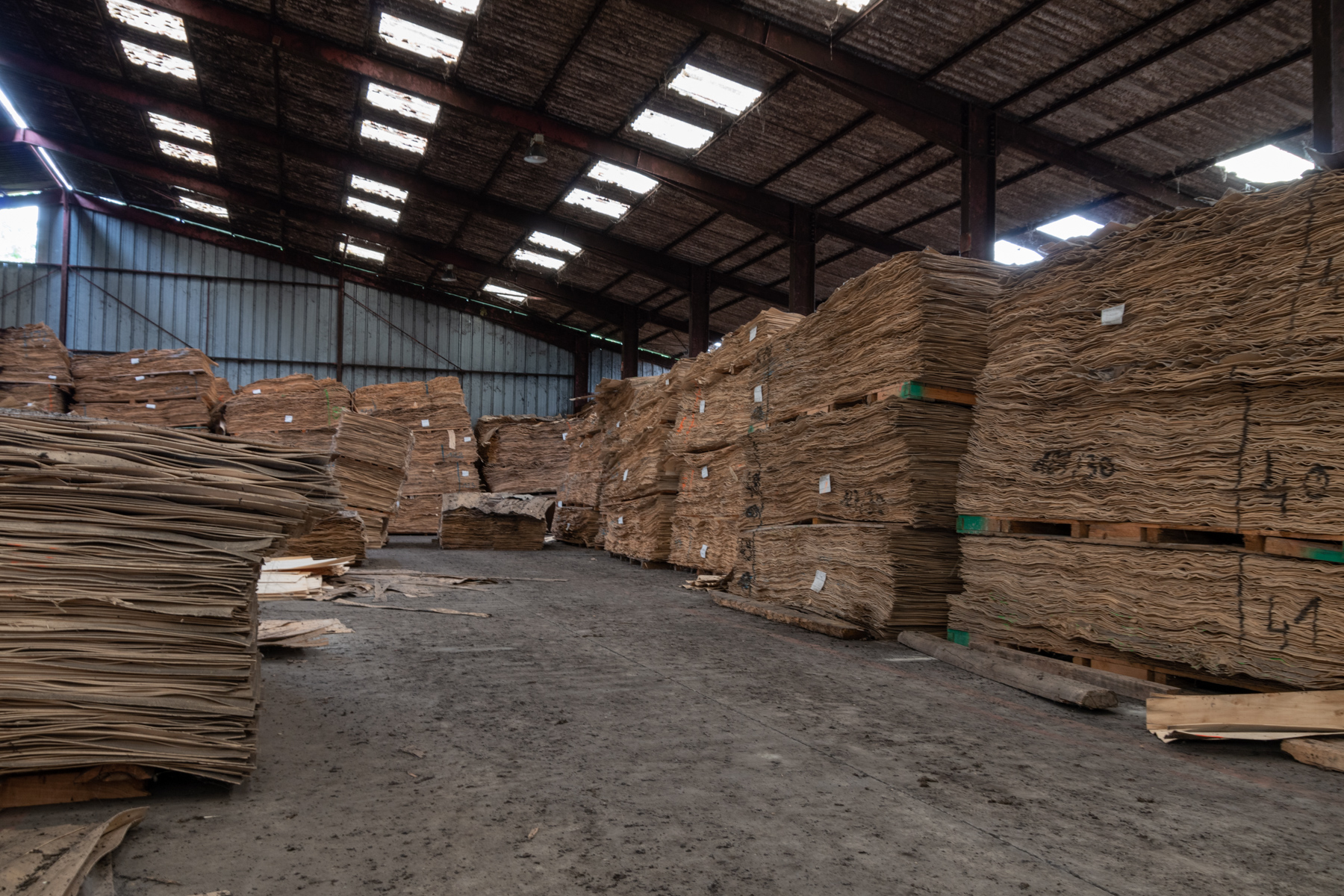
Stockage de bois déroulé pour la fabrication de contre-plaqué à l'ancienne usine Mathé d'Irleau.

Le bois était aussi une grande activité, on y retrouvait de nombreuses scieries, dont certaines sont encore en activité. Dans les années 1990 existait encore des grandes usines de contre-plaqué: Mathé (fermé en 2008), Plysorol (fermé en 2012), Rougier (dépôt de bilan en 2018), Thébault et Allin. Les deux dernières sociétés implantées à Magné et Le Vanneau sont encore en activité. L'ancienne scierie de La Garette a été rachetée par le Parc, et sert de stockage avant être emmenés dans les usines pour les activités de valorisation du bois. La reprise du site de la Cepam à Mauzé-sur-le-Mignon par le groupe Archimbaud en 2018 permet le maintien du savoir-faire du bois dans la région. Cette fois-ci pas dans le domaine du contreplaqué, mais dans la fabrication de cube de bois compressé pour palettes. Du côté de la Charente-Maritime c'est SDL (sciage et déroulage de Luché, groupe Leuké) qui est toujours actif à Saint-Jean-de-Liversay depuis 1985 en travaillant le frêne et le peuplier.
Le charpentier de bateaux est le maître incontesté d'un savoir bien gardé et absolument indispensable dans le marais. De son travail et de ses gestes naît la barque traditionnelle, unique moyen de transport des habitants du marais poitevin durant des siècles. Le bois utilisé est le chêne. Les charpentiers allaient le choisir dans les forêts avoisinantes (Mervent, Chizé...). Quatre étapes permettait de construire une barque en bois : Le traçage, puis le découpage, ensuite l'assemblage et la dernière intervention, le gemmage pour recouvrir complètement le bateau pour le rendre étanche d'un résidu de goudron (le brai).
Les galettes de bouses (fumier) servaient de combustible dans le marais desséché. Fabriqué à l'aide du Bouza (un outil en forme de poêle), elles sont ensuite laissées sécher avant utilisation. Une fête locale permet toujours de voir la fabrication de cette tradition locale lors de la Fête de la Bouse à Triaize.
L'extraction de la tourbe dans certaines zones du marais mouillé permettait aussi de faire un combustible.

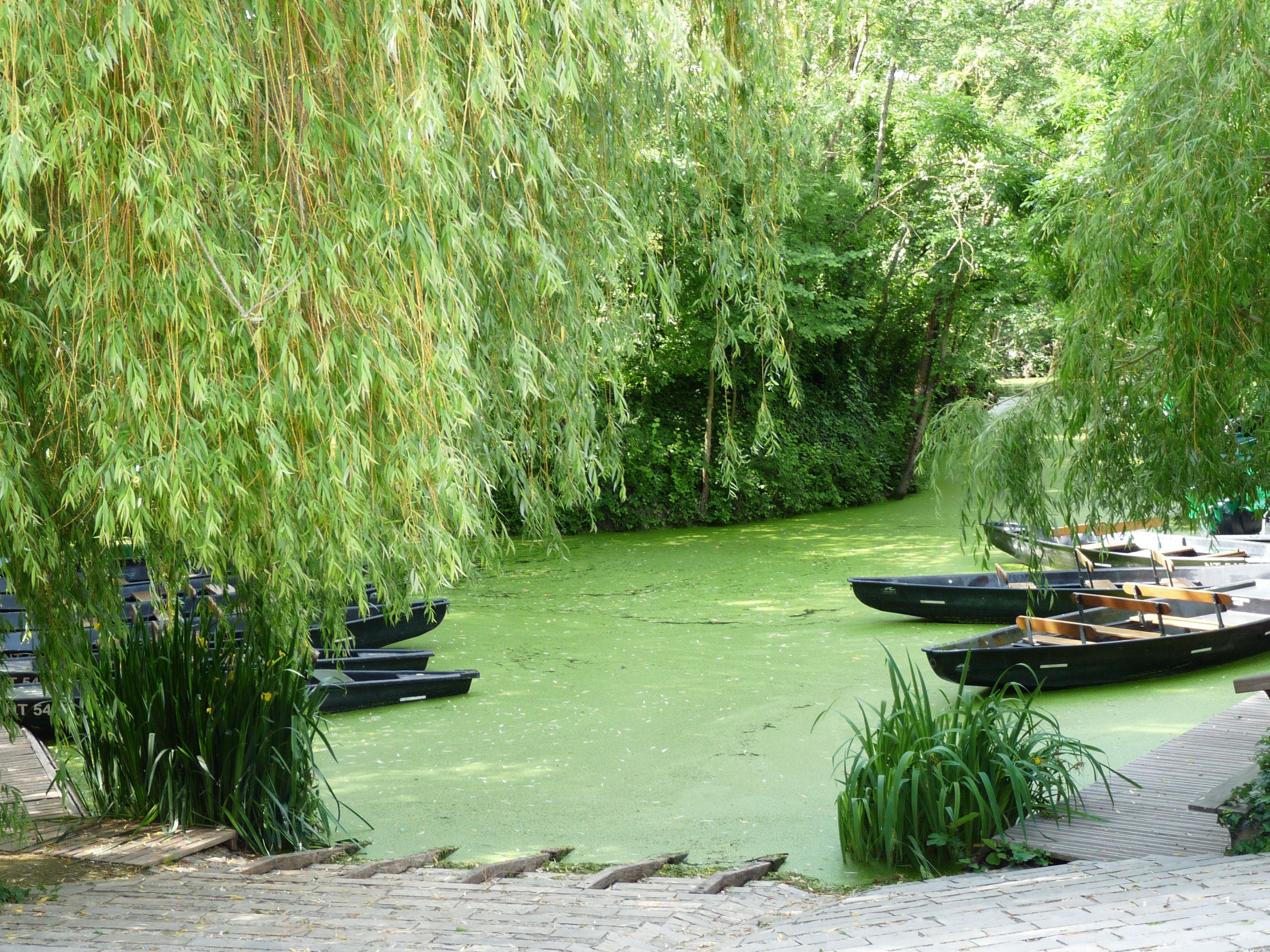
Embarcadère du Vieux-Port de Maillezais.

De nombreuses minoteries sont sur l'amont du marais pour profiter des dernières retenues d'eau pour leurs moulins. La minoterie (Bellot) est encore en activité (depuis 1550) sur la Sèvre Niortaise 20km en amont de Niort, du côté de Saint-Martin-de-Saint-Maixent ainsi que la Minotterie de Courçon construite en 1927 qui est toujours en activité.
Dans le Niortais, les usines du début XXe siècle, ont comme activité de chamoiserie, tannerie, distillerie, fabrication de machines agricoles, et constructions automobiles.
Depuis 1928 (premier embarcadère par Célestin Cardinaud à La Garette), le tourisme se développe et constitue désormais l'une des activités principales du marais mouillé.

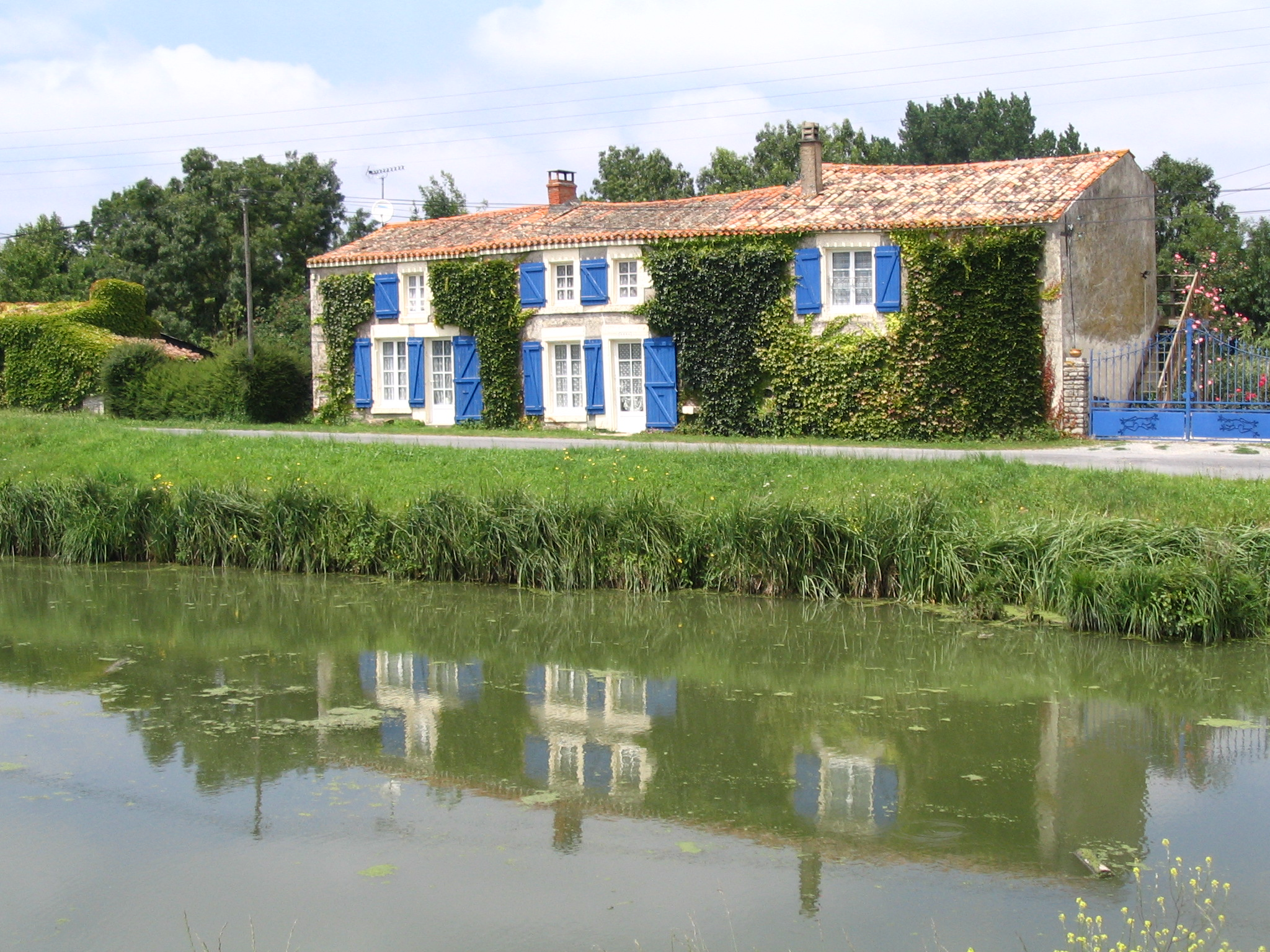
Maison traditionnelle dans le marais.

### Architecture
La maison maraîchine, est construite en moellons enduits et pierre de taille (pour les angles et ouvertures). La charpente est en peuplier (blanc du Poitou) et frêne en rares cas. Sous la toiture traditionnelle en tuiles romanes (tiges de bottes), se trouve une épaisseur de roseaux.
L'ensemble des matériaux nécessitant la construction d'une maison maraîchine, se trouvent sur place. On peut aussi trouver des cabanes (souvent une seule pièce) et surtout des fermes maraîchines. Les locaux d'exploitation sont sous le même toit et contigus à la partie d'habitation. Le hangar couvert est généralement fermé par un bardage en peuplier.
Pour les maisons de bourg, les façades sont souvent composées d'ouvertures symétriques (porte et fenêtres). Des petites fenêtres les surmontent à l'étage (grenier). Les maisons sont simples mais bien construites. Une cheminée orne le toit. On remarque parfois l'utilisation de bardage en bois de peuplier pour masquer le « fenil » attenant. Les planches sont toujours placées à la verticale comme pour les fermes maraîchines.
Dans le marais desséché, les maisons isolées au cœur du marais sont appelées des cabanes. Ce sont des bâtisses simples, peu spacieuses et généralement basses. La partie consacrée au logement possède souvent un étage ramassé. Les volumes sont plus amples dès que l'habitation est plus cossue.
Les cabanes du marais desséché forment un siège d'exploitation agricole.

### Villages-rues

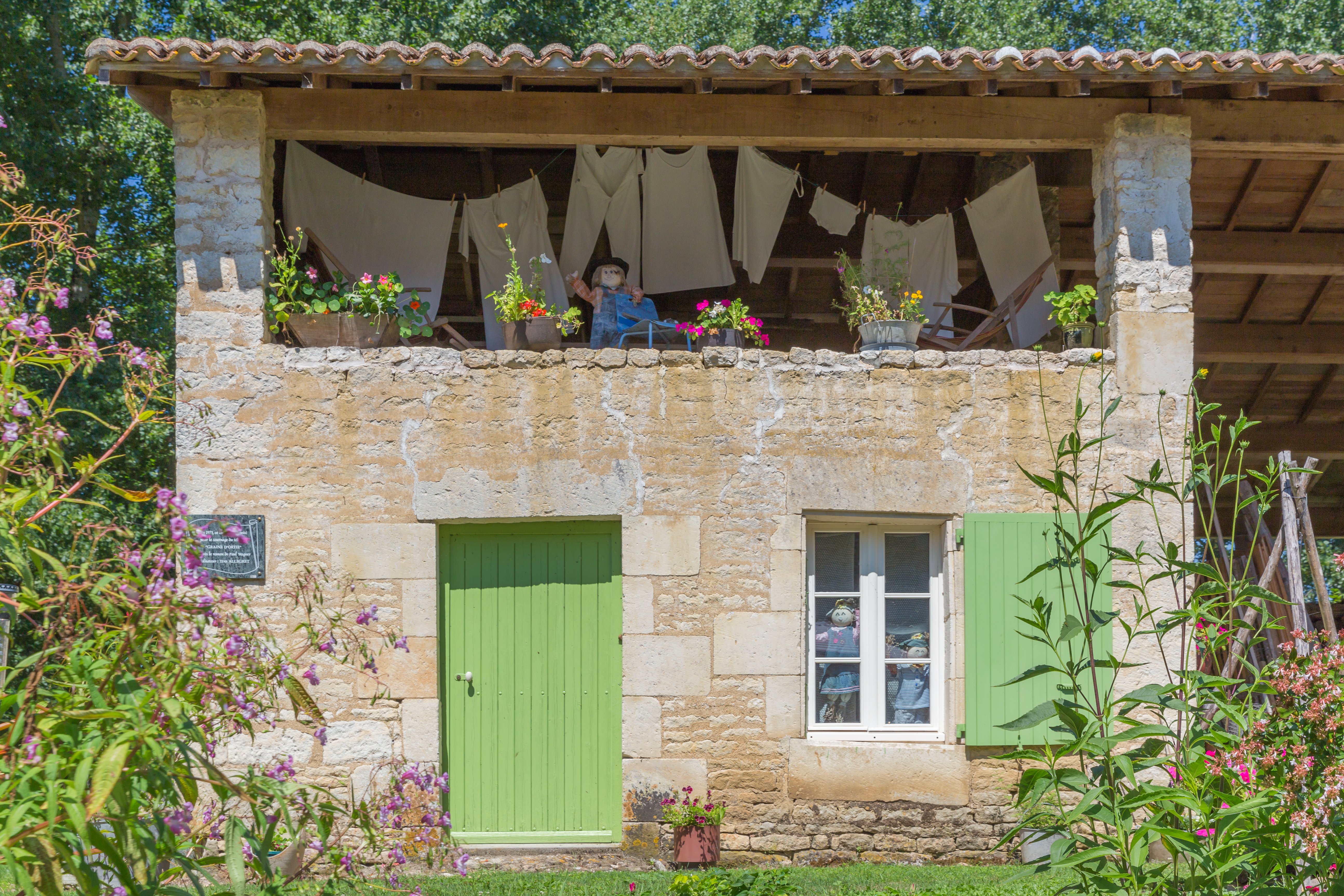
Maison au bord de la Conche des cabanes de La Garette.

Implantés le long des voies d'eau et de l'unique rue du village, les villages-rues sont caractéristiques du marais mouillé. Les rues terrestres s'étirent le long des " rues " d'eau. Les logements sont plutôt tournés vers la rue, les dépendances agricoles, vers la voie d'eau. L'assise des habitations est parfois fondée sur la rive du canal. Souvent une passerelle permet d’accéder à un jardin de l'autre côté de la conche ainsi que quelques venelles d'accès pour les habitants de l'autre côté de la rue.
Ce genre d'implantation peut se retrouver dans les villages de : La Garette (Sansais), Chanteloup (Bessines), Le Vanneau, Irleau, La Garenne (Arçais), La Rivière et Monfaucon (Saint-Hilaire-la-Palud), Grande Bernegoue (Maillé), Le Coudreau (Le Mazeau), Les Nattes et Nessier (Benet), Souil (Saint Pierre le Vieux), Bourgneuf et Billaude (Doix-les-Fontaines), Le Gué de Velluire, La Taillée...

### La barque traditionnelle

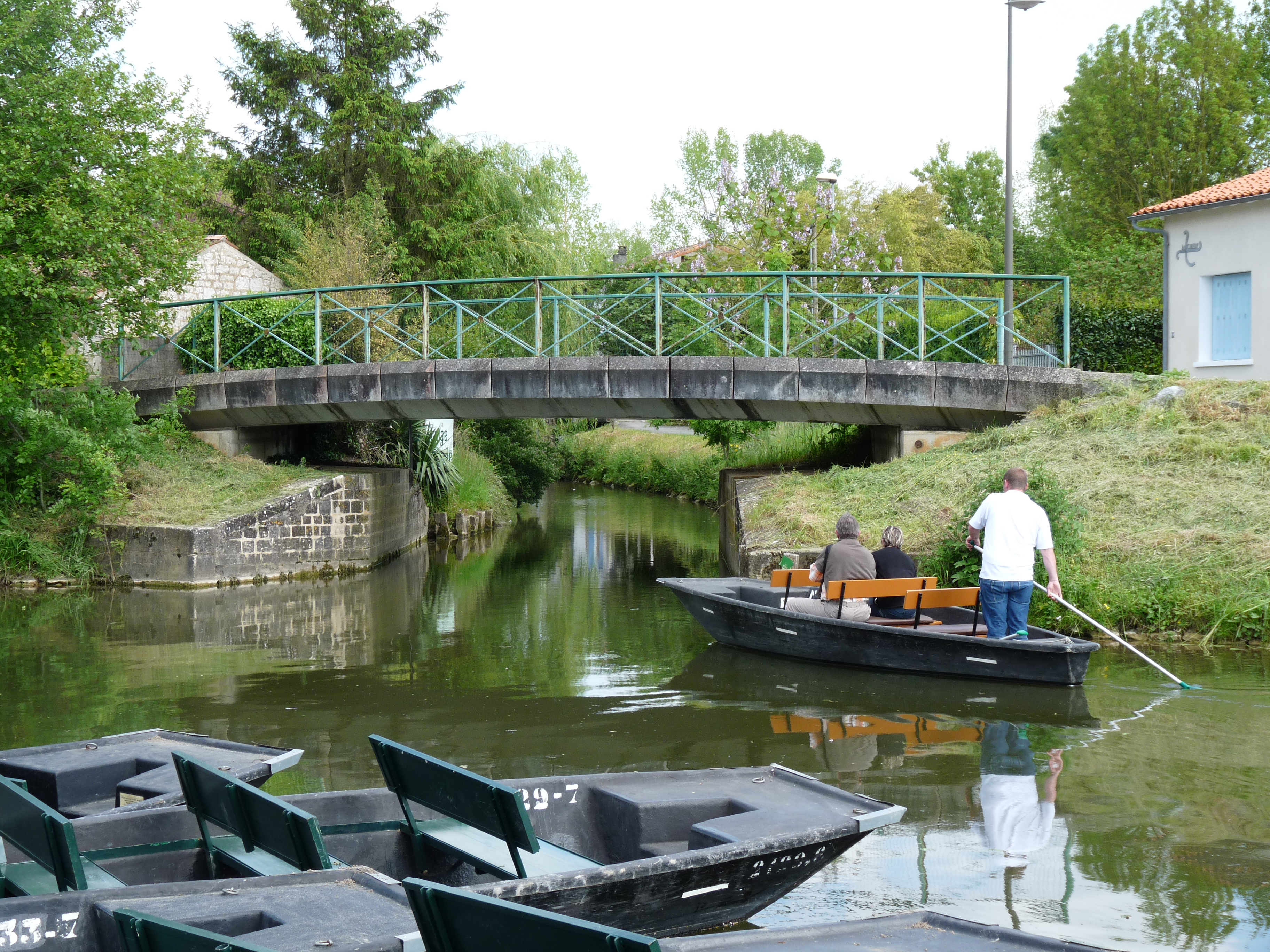
Promenade en barque.

La barque a longtemps été le seul moyen de transport des hommes et des marchandises. Jusqu'aux années soixante, les habitants du marais n'ont guère circulé autrement. Peu à peu, la construction de chemins et de passerelles a permis l'accès par des véhicules terrestres. L'utilisation de la barque est alors devenue moins impérative.
Dans le marais, on ne parle pas de barque mais de « bateau », de « batai » ou de « plate ». Les appellations changent selon les secteurs dans lesquels on se trouve. Les bateaux sont en bois ou en fer. On en trouve quelques-uns dans des matériaux surprenants comme le ciment par exemple. Ces exemplaires rares ont surtout été conçus pour les transports d'animaux ou de matériel lourd.
Avec l'utilisation des barques traditionnelles pour le tourisme dès les années 1920-1930, les besoins ont changé. La construction des bateaux a évolué. Elle s'est adaptée aux nouvelles techniques et aux nouveaux matériaux. Aujourd'hui, les bateaux sont souvent fabriqués en résine. Les coques sont moulées et ressemblent à des modèles traditionnels en bois. Ces bateaux sont principalement utilisés pour le tourisme.
Les barques anciennes continuent de servir aux habitants du marais ou aux résidents secondaires. Les charpentiers de bateaux qui les fabriquent sont devenus rares. Il est aujourd'hui difficile de se procurer une barque en bois construite dans les règles de l'art.
Pour diriger une barque dans le marais, on se place à l'arrière du bateau. On peut être assis ou debout. Si on observe bien une barque, on voit une extrémité effilée et une extrémité large. L'arrière du bateau c'est le bout effilé! Avec un arrière étroit, la maniabilité de ce bateau est exceptionnelle. Que ce soit à la rame (« pelle » ou pagaie) ou avec une perche (pigouille),vous êtes pratiquement dans l'axe du bateau lorsque vous le propulsez.
La « pelle », est une rame en bois. Son manche est court ou long. On peut donc ramer assis ou debout. La « pigouille », est une longue perche en bois avec un embout métallique fourchu fixé à une extrémité. On le pique au fond de l'eau et on s'appuie sur la perche pour faire avancer la barque. Un peu plus loin, on recommence, on replante la pigouille. Et ainsi de suite.
Les dimensions des barques sont de tailles différentes suivant leur utilisation: 
- de 9 à 22 pieds pour le maraîcher,
- un petit bateau maniable de 8 à 12 pieds pour la chasse ou la pêche,
- la barque de 13 pieds pour une utilisation du quotidien, ou les ballades touristiques.
- celle de 15 pieds servira davantage à l’agriculteur du marais
- la barque de 16 pieds transportait l’argile du marais et alimentait les tuileries avoisinantes.
- pour le transport des animaux (vaches ou chevaux) on utilisait les plus grandes barques de 20 ou 22 pieds (environ 7 mètres) pour plus de stabilité.

Chaque famille maraîchine possédait plusieurs types de bateaux: pour ses déplacements quotidiens, pour son exploitation dans le marais ou pour sa profession (laitier, commerçant-épicier, tuilier ...)

### Les engins de pêche
Les Huttiers savaient cultiver la matière première pour fabriquer leurs engins de pèche : Osier (saule), ronce, cornouiller, noisetiers, sureau (branches creuses)...
Dans chacun des secteurs du marais poitevin, des techniques et des modes de pêche différents ont été développés. Chacun s'adaptant aux eaux douces ou salées, au réseau hydraulique et aux niveaux d'eau, aux saisons et aux proies convoitées.
La pêche dans le marais poitevin est une très longue histoire. C'est l'identité et le patrimoine des habitants du Marais. Les techniques ci-dessous sont aujourd'hui réglementées. Certains engins présentés peuvent donc être complètement interdits. D'autres engins peuvent être autorisés aux pêcheurs professionnels mais pas aux pêcheurs amateurs. D'autres encore peuvent n'être autorisés que sur de courtes périodes.

#### Les engins de pêche lancés ou projetés
- Épervier (filet en chanvre de forme ronde avec plombs, se lance "en cercle"),
- Jhaule à lancer et jhaule à manche (structure en bois ou en fer en forme de cloche et d’un filet conique qui la recouvre)
- Mue à poussins (armature grillagée en forme de cloche)

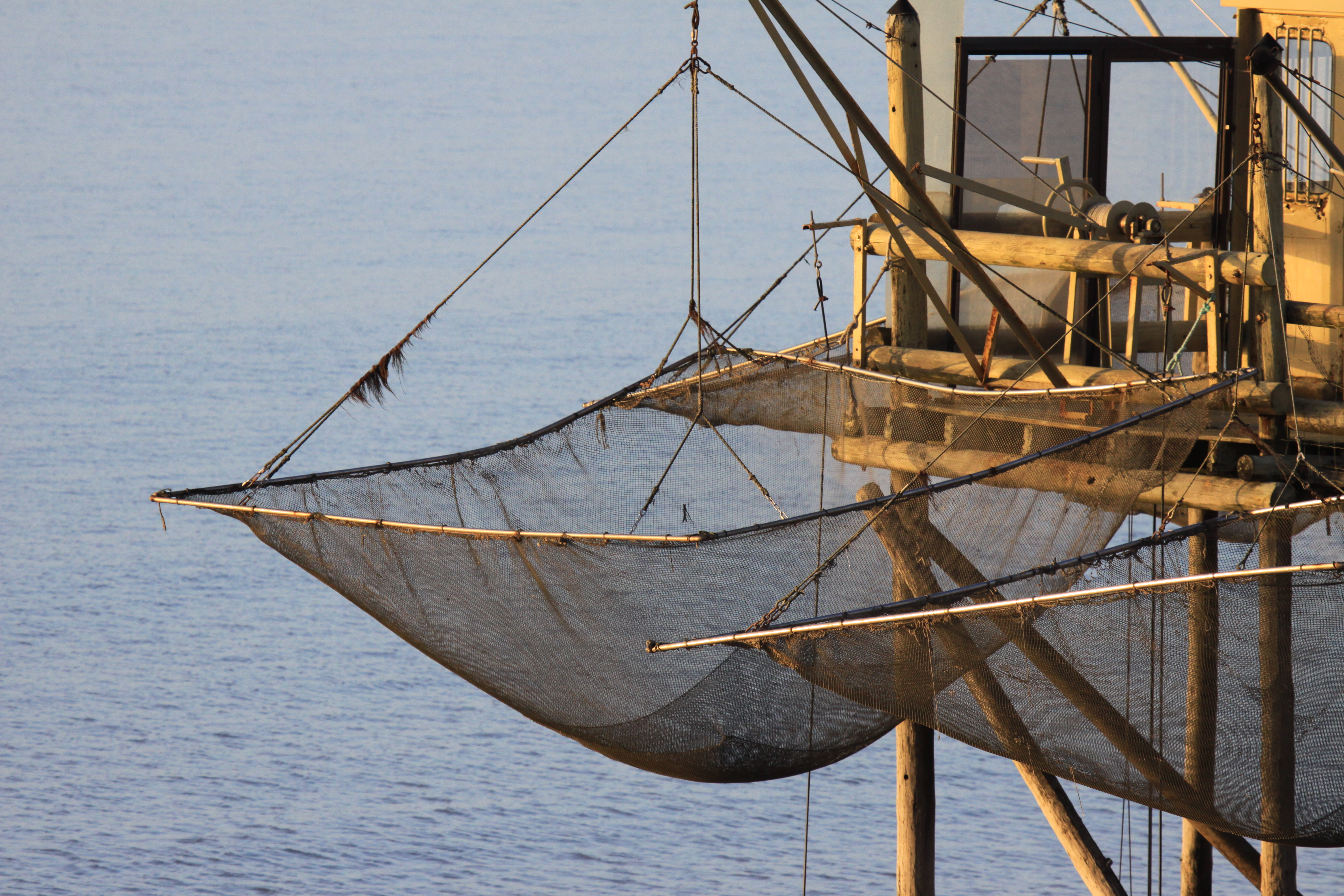
Un carrelet (engin de pêche) est constitué d' un filet en forme de poche attaché à un cadre métallique le plus souvent carré.

#### Les engins de pêche tenus et relevés aussitôt
- Vermée (pelote de vers de terre),
- Bourolle
- Chevrotté
- Havenneau
- Treille
- Cibalou
- Carrelet (depuis la barque, filets montés sur armature et appâtés)
- Balance (filets montés sur armature et appâtés)
- Salin (Harponner le poisson)
- Fouine (Harponner le poisson)
- Senne (filet de capture manié a plusieurs)

#### Les engins de pêche posés et relevés ultérieurement
- Cordelle (ligne de fond appâtée)
- Tramail (filet à "3 couches" rendu avec flotteur et plomb)
- Araignée (filets de pêche dormants)

- Nasse anguillère,
- Bosselle (nasse)
- Tonneau (nasse)
- Bourole (nasse)
- Bouteille (nasse)
- Braie (filet sur le même principe que la nasse),
- Verveux (filet sur le même principe que la nasse),
- Encrou (filet sur le même principe que la nasse),
- Louc (filet sur le même principe que la nasse),
- Le Fagot ([Le piège « naturel »)

#### Mais aussi d'autres techniques
- foëne (sorte de trident pour les grosses anguilles),
- cordelle (ligne de fond pour anguille),
- pompon (pour les grenouilles),
- fusil à grenouille,
- pibalou (maille très fine pour la pêche de la civelle)…

### Produits de terroir

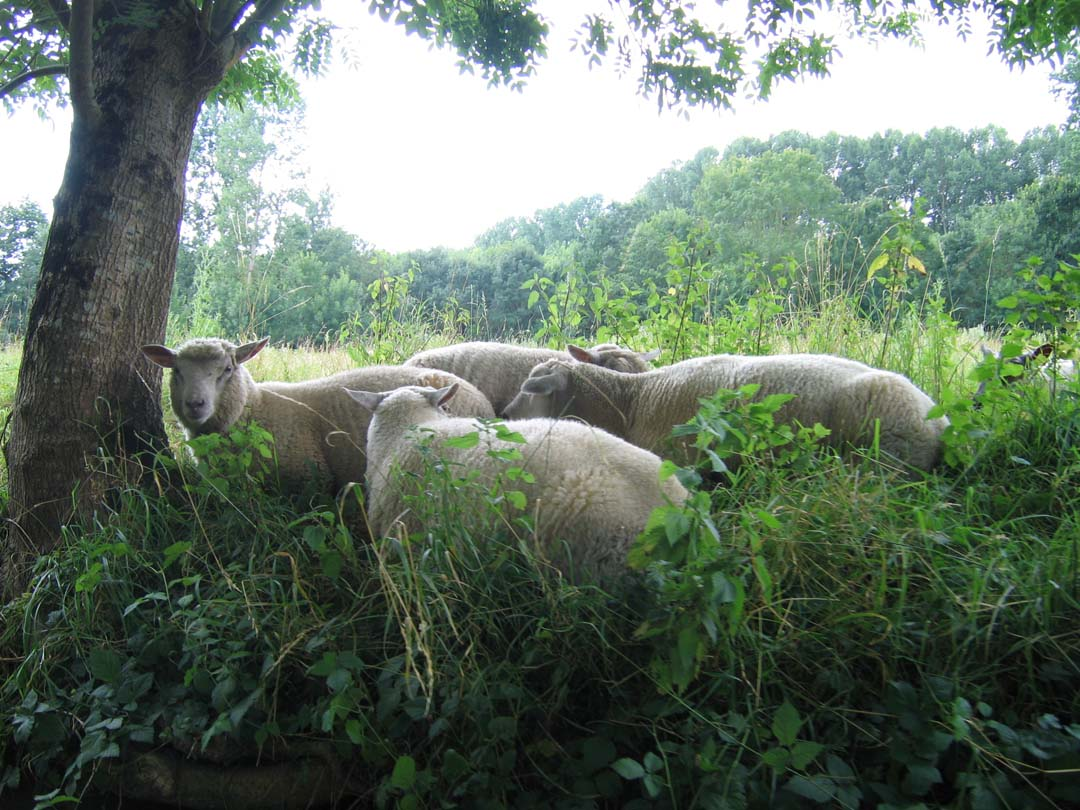
Moutons dans le marais poitevin.

Farci poitevin, Moules de Bouchot, Mogettes, Anguilles (bouilliture, matelotte, fricassée), Melon « charentais » de Vendée, Liqueur d'Angélique, Gache (Brioche), Galette Charentaise à l'Angélique de Niort.
Depuis les années 2000, de nombreuses boissons « locales » se développent comme la Tête de Mule, la Cibule, la Mélusine, le Kiki Vendéen, la Frenette…

### Les conflits
La déprise agricole se traduit actuellement par un entretien insuffisant des canaux qui bordent les terrains. En certains lieux, les propriétaires ont tendance à réunir leurs parcelles contiguës pour n'en former qu'une seule. La conséquence conjuguée d'un tel remembrement et d'un manque d'entretien aboutit à une moindre efficacité du marais mouillé qui assure de moins en moins bien ses rôles d'éponge, de régulateur et de filtre épurant les eaux.
Depuis les années 1980, le contexte d'intensification des productions s'est traduit dans l'ensemble marais par des tentatives d'introduction du maïs, mais les contraintes liées au régime des eaux (inondations de printemps et/ou d'automne) ont fait que cette culture n'y a pas produit les résultats escomptés. Elle s'est, en revanche, beaucoup développé sur les coteaux calcaires avoisinant le marais, avec en corollaire la mise en place de pratiques d'irrigation. Il peut même arriver, à certaines époques et dans certains endroits du marais, de voir l'eau remonter vers l'amont, car c'est la rivière qui se jette dans la nappe phréatique...
Depuis l'origine, un conflit existe entre les agriculteurs des marais mouillé et desséché. Ceux du marais desséché ont hérité de prérogatives sur la gestion des vannes. En période de sécheresse, ils irriguent leurs terres avec l'eau stockée par les marais mouillés, mettant en péril les cultures et l’élevage dans ces marais. Ce phénomène, bien qu'ancien, est encore accentué de nos jours par la culture intensive du maïs, qui est une culture d’été dans la région. La culture du maïs au cœur même du marais a incité les gestionnaires à évacuer le plus possible d'eau pendant la saison humide pour éviter les inondations qui auraient compromis les semailles, privant ainsi le marais de son rôle d'éponge (il stocke l'eau pour la restituer à la saison sèche). Un autre phénomène découle directement des effets conjugués des sécheresses et de la gestion de l'eau : le manque d'eau réduit fortement les débits des fleuves du marais poitevin (la Sèvre Niortaise et le Lay), ce qui a pour conséquence l'accélération dramatique d'un phénomène naturel, l'envasement. L'envasement a augmenté aussi par suite de l'abandon du curage. Cela compromet fortement tout un pan de l'économie littorale du marais poitevin, la conchyliculture, et de nombreux conflits d'intérêts naissent entre les exploitants agricoles et les ostréiculteurs et mytiliculteurs de la baie de l'Aiguillon. La relance de programmes d'entretien du marais est en cours.

## La vie du marais

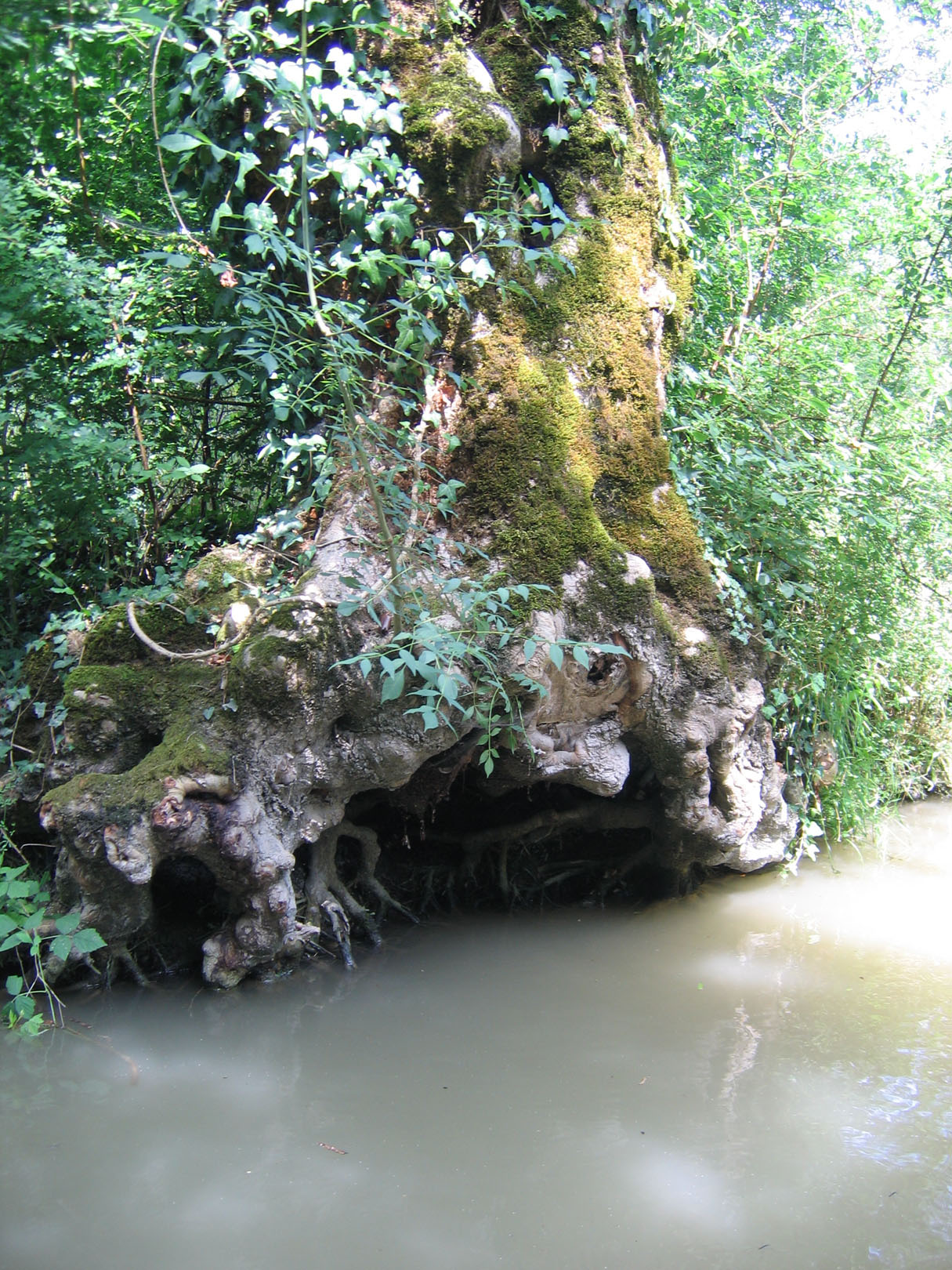
Marais mouillé.

### Flore
L'assèchement du marais étant artificiel, son maintien en état demande un entretien permanent : les fossés doivent être curés pour ne pas s'envaser, les berges doivent être consolidées pour ne pas s'effondrer. On trouve donc différents arbres plantés spécialement dans ce but.
Les peupliers sont très présents dans les marais mouillés, dont ils structurent les paysages. Le blanc du Poitou (nom local, Populus alba), donnant un bois très recherché, est de moins en moins exploité aujourd'hui, d'autres espèces arrivant à maturité plus rapidement.
Les frênes sont taillés en têtards, c'est-à-dire qu'en les émondant régulièrement, on ne laisse pas le tronc pousser au-dessus d'un mètre cinquante ou deux mètres. Les coupes de branches servent alors de bois de chauffage. L'arbre est donc trapu, et développe un réseau de racines important qui maintient les berges. La taille des « têtards » permet de connaître l'utilisation originelle de chaque parcelle : une parcelle bordée d'arbres taillés à moins d'un mètre cinquante était vraisemblablement vouée au maraîchage, tandis que des arbres plus hauts indiquent une prairie d'élevage. On trouve également des saules (dont quelques arbres de la variété des pleureurs) en bordure des cours d'eau, dont certains produisent de l'osier, traditionnellement cultivés par les maraîchins. Avec l'arrivée de la maladie de la chalarose, identifiée en 2016, qui attaque les frênes, un programme de remplacement et de plantation est mis en place : plusieurs essences qui peuvent être taillées en têtard sont plantées : le Charme commun, le Chêne pédonculé, l’Érable champêtre, l’Orme champêtre, le Peuplier noir, le Saule blanc.

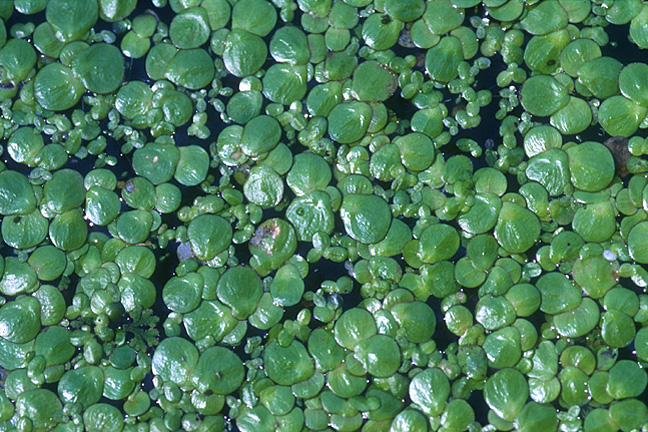
Dans le marais poitevin, les tapis de Lentilles sont parfois si denses qu'ils empêchent le développement d'autres espèces végétales. Il y a un risque d'asphyxie du milieu.

La lentille d'eau a donné le nom « Venise Verte » au marais Mouillé. Quasiment disparue dans les années 2000, depuis les années 2015, elle se retrouve en fin d'été dans les voies d'eau avec peu de courant. On compte six espèces de Lentilles d'eau dans le marais poitevin : la Wolffie sans racines (Wolffia arrhiza), la Lentille d'eau trilobée (Lemna trisulca), la Lentille d'eau bossue (Lemna gibba), la petite Lentille d'eau (Lemna minor), la Lentille minuscule (Lemna minuscula), la Lentille à racines nombreuses (Spirodela polyrhiza).

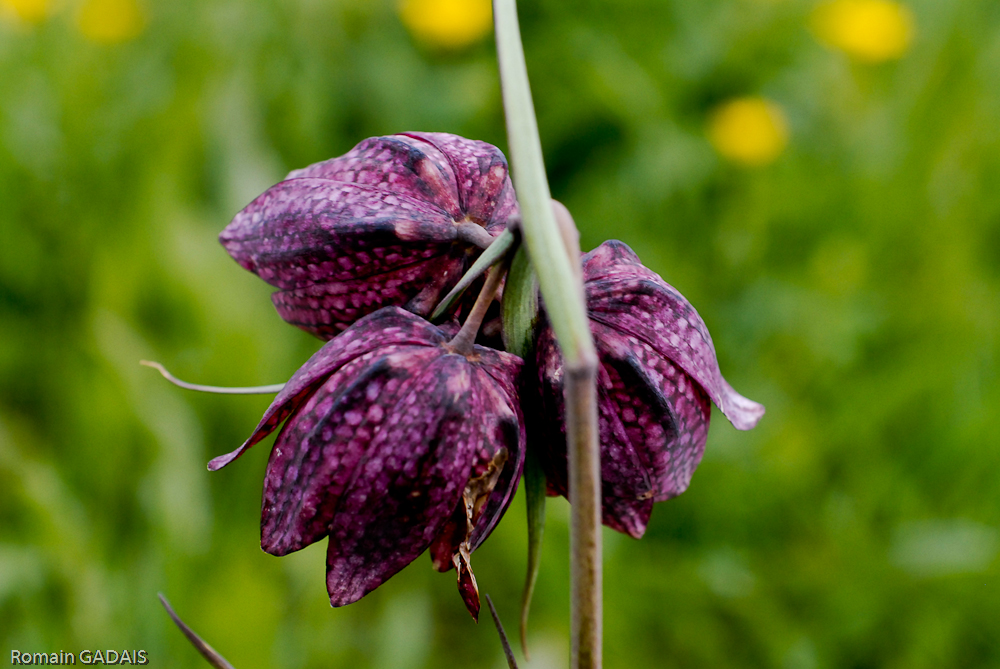
Triple fleur de Fritillaire Pintade sur une seule tige.

- Plantes des prairies : en marais mouillé «doux»: La Fritillaire pintade, La Fétuque faux-roseau, La Laîche velue, L’Orchis à feuilles lâches. En marais subsaumâtre: La Renoncule à feuilles d’Ophioglosse, La Laîche divisée, L’Iris bâtard, Le jonc de Gérard, Le Trèfle maritime. Dans ces prairies subsaumâtres, la diversité floristique[51] est déterminée, en lien avec le micro-relief, par la fréquence des submersions, la salinité du sol et les pratiques d'élevage (pâturage ou fauche, chargement en bétail, fertilisation...).
- Plantes du littoral : plantes de la vasière (slikke) : Les Salicornes, La Spartine maritime, L’Obione faux-pourpier. Plantes des prés salés (schorre): La Puccinellie, L’Aster maritime
- Plantes aquatiques, Lentilles d'eau, Hydrocharis des grenouilles, Le Populage des marais, L'Hottonie des Marais, L'Utriculaire commune, L'Elodée du Canada, Les Renoncules aquatiques
- Plantes des rives, Le Frêne commun, L’Aulne glutineux, Le Tamaris de France, L’Iris Jaune, La Reine des prés, La Salicaire, Le roseau
- Plantes des dunes : Chou marin, Chiendant des sables, Oyat, œillet des dunes.

### Faune

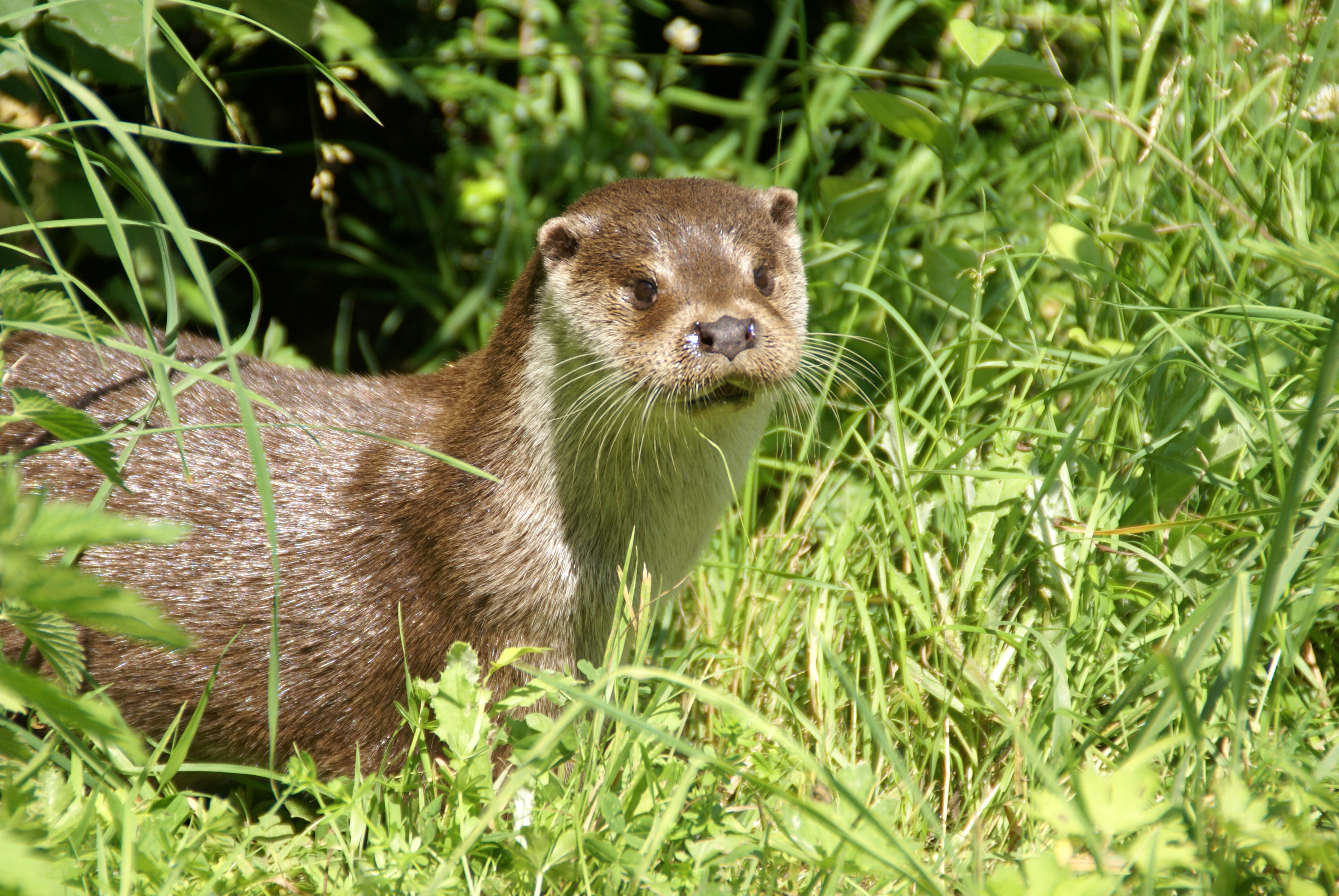
La loutre est discrète mais elle laisse de nombreux indices de sa présence.

La loutre d'Europe est très rare et très menacée. Elle est bien sûr protégée. Il est particulièrement difficile de l'observer. Elle vit principalement la nuit. La loutre est présente sur l'ensemble du réseau hydraulique du marais poitevin. Toutefois, certains marais desséchés et les polders de la baie d'Aiguillon semblent progressivement désertés par l'espèce. Ce déclin est dû à la disparition progressive du réseau hydraulique sur ces secteurs. On a retrouvé des traces jusque dans le centre-ville de Niort.

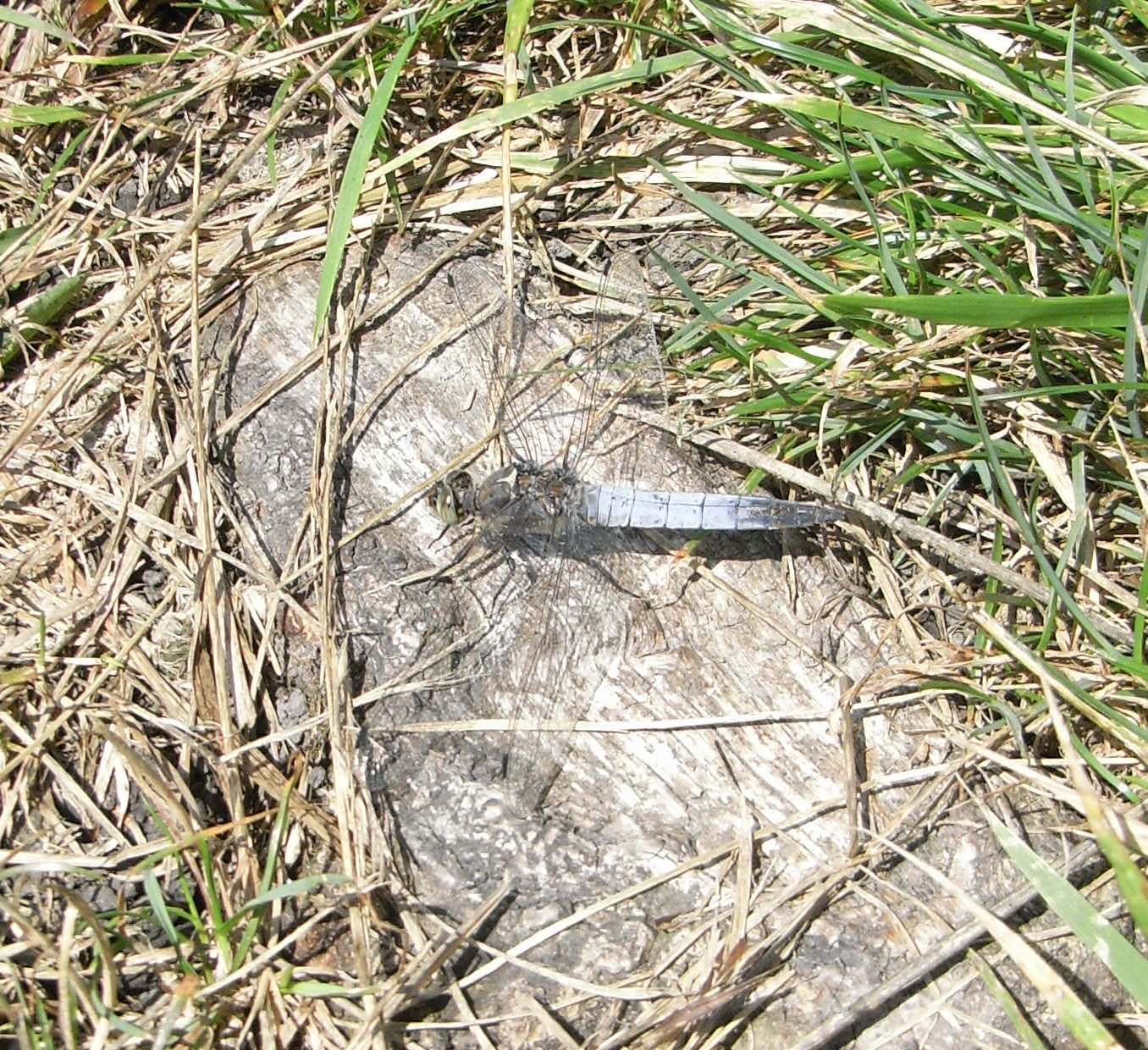
Libellule près du Canal du mignon.

Six espèces de hérons nichent dans le marais poitevin. Seul le Héron pourpré et le Bihoreau gris migrent en hiver vers les régions chaudes. Le Héron cendré est le plus commun du marais, avec en moyenne 760 couples nicheurs par an depuis 2000. La Grande aigrette niche dans le Marais depuis 2007, avec près de dix couples à l’année. Le Héron garde-bœufs circule entre les vaches et les chevaux dans les prairies pour capturer les vers et les insectes dérangés par ces derniers. Entre 2000 et 2016, les couples nicheurs d’Aigrette garzette atteignent en moyenne 450 couples chaque année, mais ils fluctuent en fonction des hivers.
Le marais abritait autrefois de nombreuses anguilles, faisant l'objet d'une pêche traditionnelle au moyen d'engins spécifiques : nasses, bosselle (nasse en osier typique pour cette pêche), bourgnes, etc. L'espèce est aujourd'hui très menacée du fait de la surpêche des civelles (ou pibales, noms donnés aux alevins d'anguilles) dans les estuaires, à leur arrivée de leur lieu de naissance (la Mer des Sargasses). En effet ces petits poissons sont très recherchés et les cours de vente atteignent des sommes énormes, ce qui encourage le braconnage.
La libellule est très présente dans le marais poitevin, et contribue à diminuer la population de moustiques.
On trouve aussi des campagnol amphibie, chauve-souris grand rhinolophe, barge à queue noire, vanneau huppé, échasse blanche, busard cendré, busard des roseaux, hibou des marais, loriot d'Europe, râle des genêts, alose, brochet, gardon, tanche, pélobate cultripède, pélodyte ponctué, rainette verte, triton marbré, couleuvre verte et jaune, couleuvre à collier, rosalie des alpes, cuivré des marais.

### Espèces nuisibles

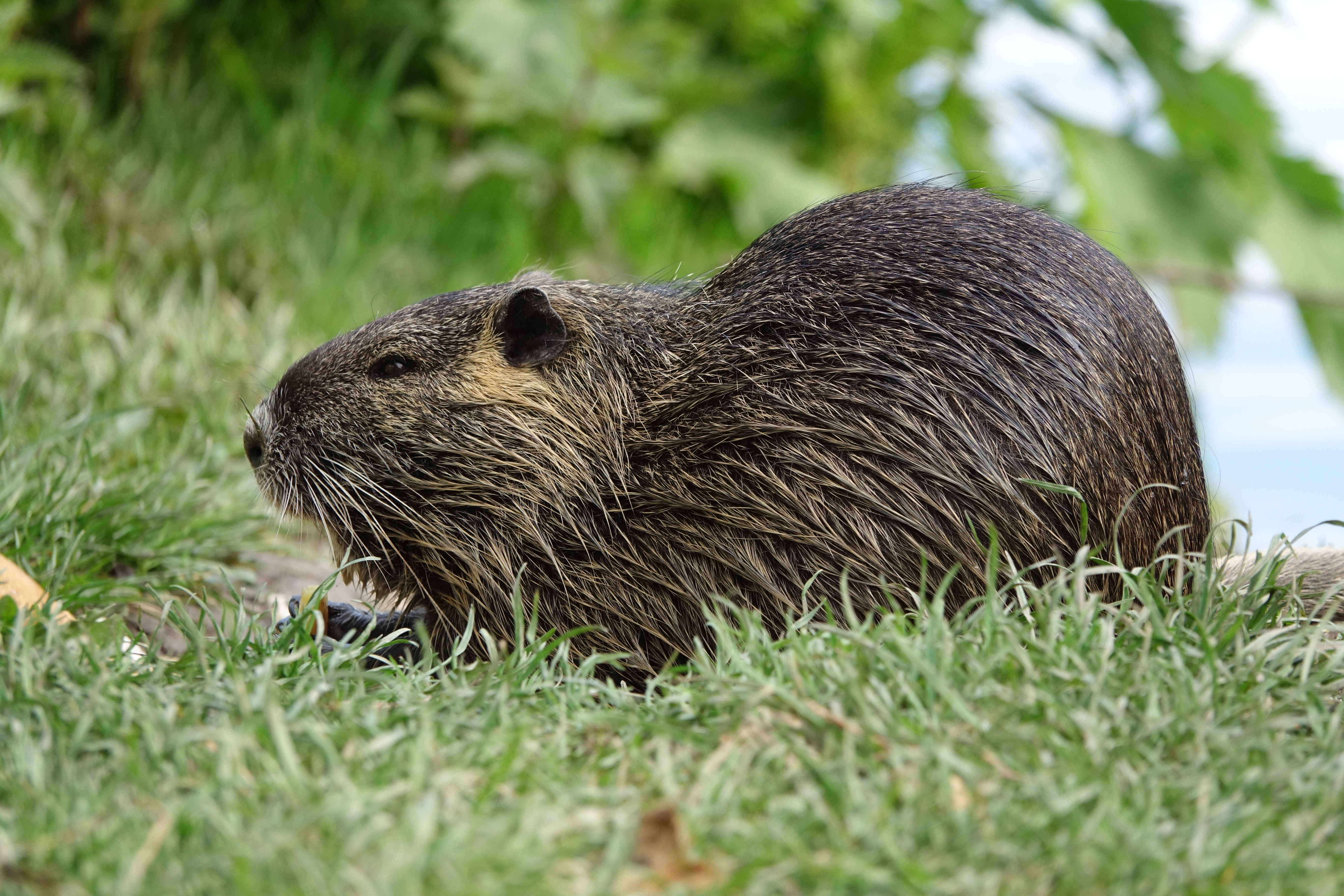
Myocastor coypus plus communément appelé Ragondin, participe à la destruction des berges en creusant des galeries souterraines.

Des espèces exotiques ayant un caractère envahissant posent des problèmes : des jussies (Ludwigia sp.), le myriophylle du Brésil (Myriophyllum aquaticum), l'écrevisse américaine (Orconectes limosus) et l'écrevisse de Louisiane (Procambarus clarkii)
Les ragondins, une espèce introduite, sans prédateur et très prolifique, sont un problème majeur en raison des ravages qu'ils causent aux berges. Ces animaux peuvent être des vecteurs de la leptospirose, facteur d'avortement chez les bovins. Ils ont fait l'objet de campagnes d'empoisonnement catastrophiques pour toute la chaîne alimentaire. Cette pratique est désormais interdite et depuis peu remplacée par le piégeage, méthode plus sélective.
Le ragondin est considéré comme nuisible. Il a été introduit au XIXe siècle pour sa fourrure, importé d’Amérique du Sud. Le ragondin — ou castor des marais — fragilise les berges en y creusant des galeries ; et en évacue la terre dans le marais, ce qui gêne le bon fonctionnement du système hydraulique, favorise les inondations en cas de crues... Il peut manger jusqu'à 25 % de son poids, ruinant les cultures locales, et prolifère très rapidement (deux à trois portées par an, de cinq à sept petits en moyenne). À ceci s'ajoutent les risques sanitaires, dont celui de la leptospirose. Des chasses aux ragondins sont organisées dans le marais poitevin, mais la plupart du temps il s'agit de piégeage sélectif pour contrôler sa prolifération.

### Races locales

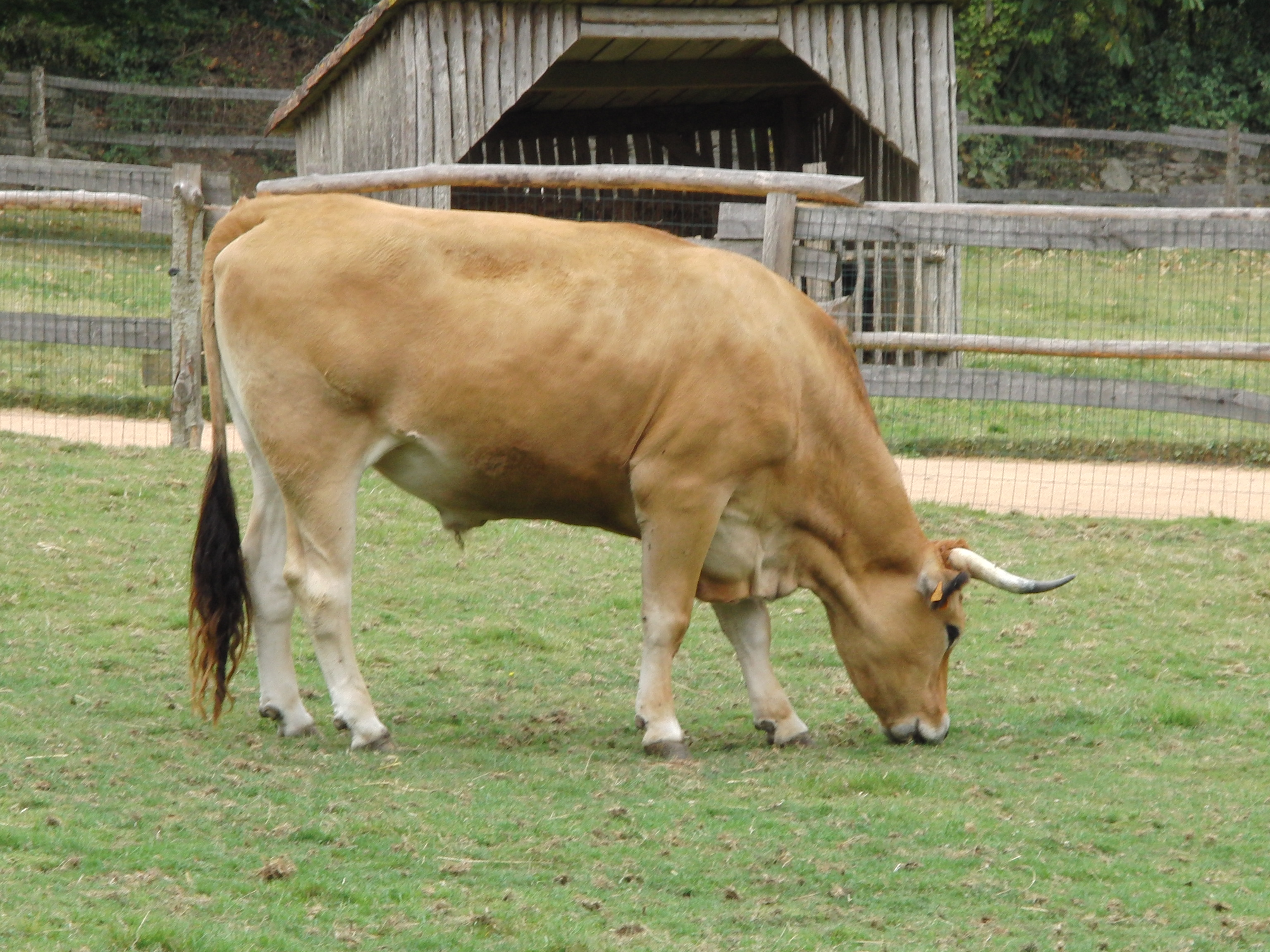
Vache maraîchine.

- La poule de Marans, notable pour ses œufs dits « extra-roux » couleur marron très foncé, originaire du village éponyme au début du XXe siècle
- Vaches Maraîchines
- Chèvre Poitevine
- Baudet du Poitou
- Chevaux de trait mulassier du Marais poitevin
- Oie grise du Marais poitevin
- Oie blanche du Poitou

## Réseau hydraulique

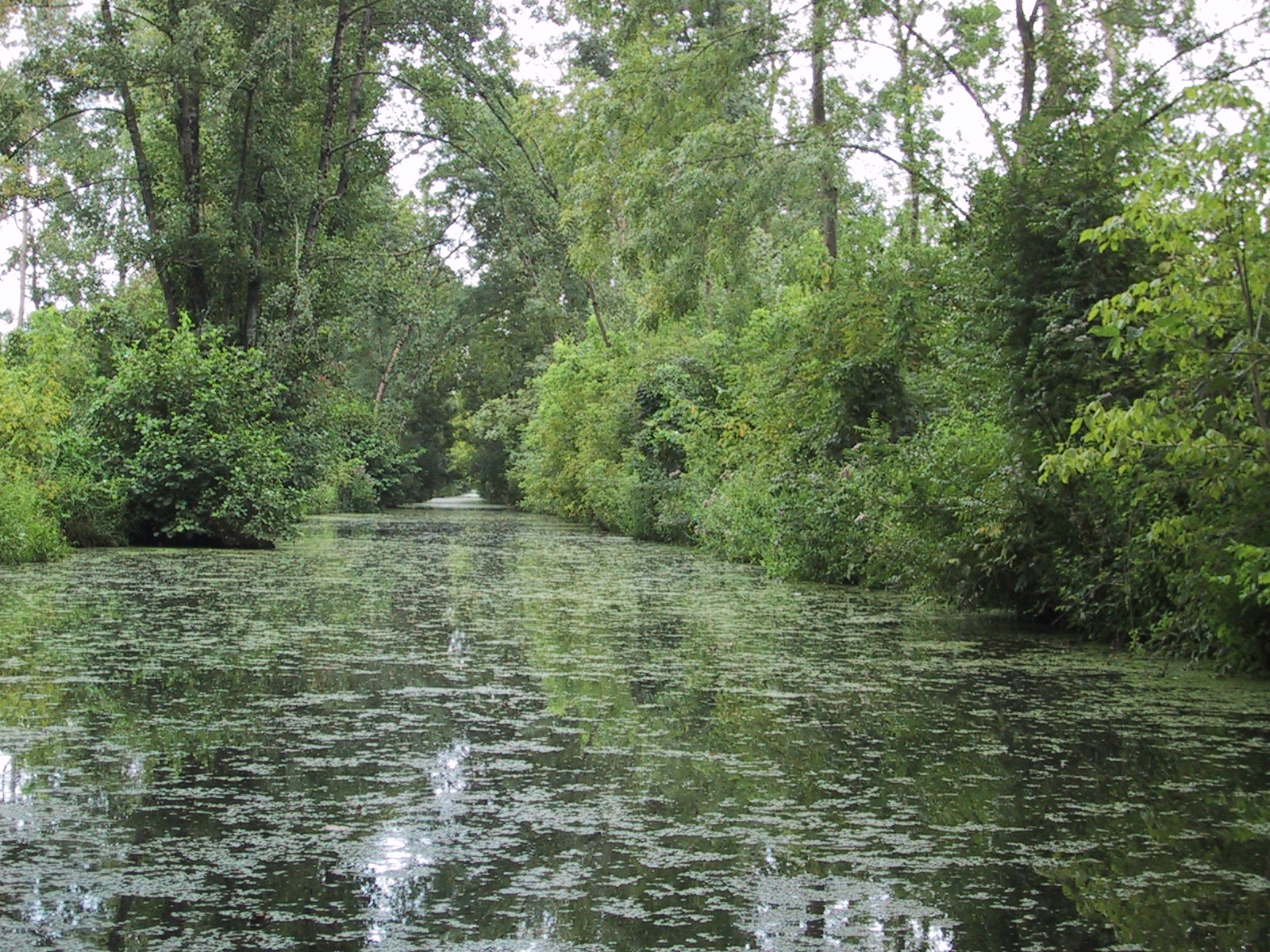
Voie d'eau du marais poitevin

### Pour la gestion de l'eau
En 2009, un inventaire hydraulique (analyse territoriale des enjeux liés à l'usage du sol dans le marais poitevin) est réalisé et recense :
- 8 200 km de voies d'eau[53] dans la zone humide dont 2 100 km dans les marais mouillés orientaux (site classé « Venise Verte ») avec 300 km balisés dans le cadre de la signalétique nautique ;
- au moins 1 000 km de digues ;
- au moins 594 ouvrages hydrauliques dont 149 qui ont un rôle principal, et 65 pour la gestion du Marais Mouillé[20].

Le réseau hydraulique du Marais Mouillé est découpé en trois parties (chiffres de 2003).

#### Le réseau principal
Regroupant les voies d’eau les plus larges qui assurent les fonctions d’écoulement des eaux et de navigation. Ce réseau présente un intérêt collectif d’ordre général. Il comprend l’ensemble des voies d’eau de l’État (DPF) et une partie des voies d’eau propriétés des syndicats de marais ou de leur union. Ce réseau, d’une longueur de 255 km et d’une superficie de 500 ha, a été agréé par les départements membres de l’IIBSN (17, 79, 85) qui se sont engagés dans sa prise en charge.

#### Le réseau secondaire
Constitué de voies d’eau syndicales et communales structurant les marais mouillés, est raccordé au réseau principal. Ce réseau concerne les cours d’eau dont la largeur est comprise entre 4 et 8 mètres. Il totalise 480 km pour une superficie d’environ 300 ha.

#### Le réseau tertiaire

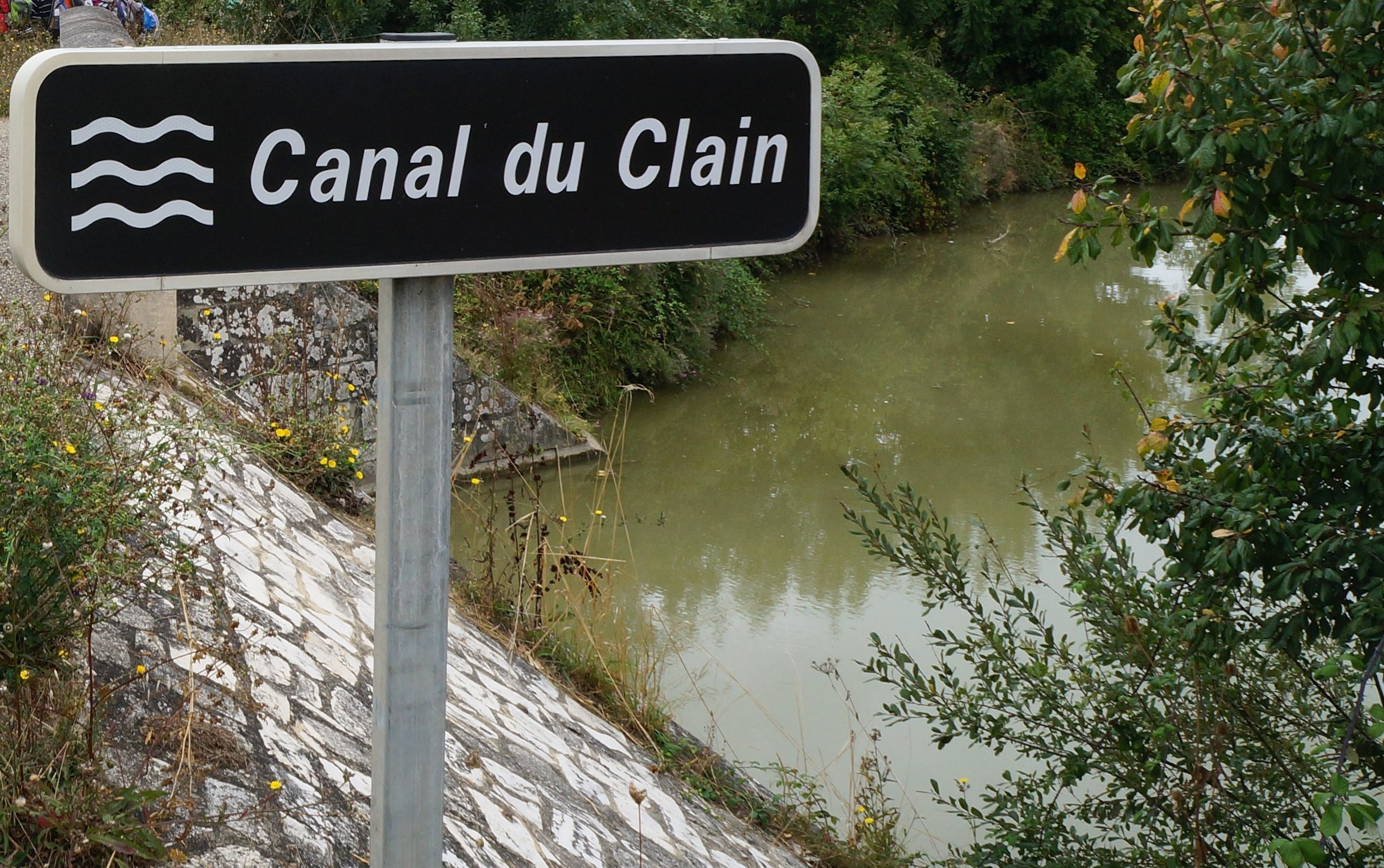
Le canal du Clain à Chaillé.

Constitue le chevelu du maillage hydraulique au sein duquel on distingue :
- un réseau tertiaire appartenant aux propriétaires à vocation collective, défini selon des critères hydrauliques par les syndicats, biologiques et paysagers conférant une utilité publique à sa réhabilitation ;
- un réseau privé de délimitation parcellaire, dont l’entretien n’est peu ou plus assuré hors mesures incitatives agrienvironnementales récentes.

### Les voies d'eau
Les canaux ont différents noms, selon leur importance (croissante) : 
- le fossé (inférieur à 4 m de large) ;
- la conche, l’étier, l'écluseau, la corde (4 à 8 m de large) ;
- le bief, la route d'eau, la broue, la gonnelle, la ceinture, la longée, la rigole (de 5 à 20 m de large) ;
- le canal, l'achenal, le contre-bot (au-delà de 15 m de large).

La rigole est une voie plus grande que la conche elle-même plus grande que le fossé.

### Aménagements pour les activités

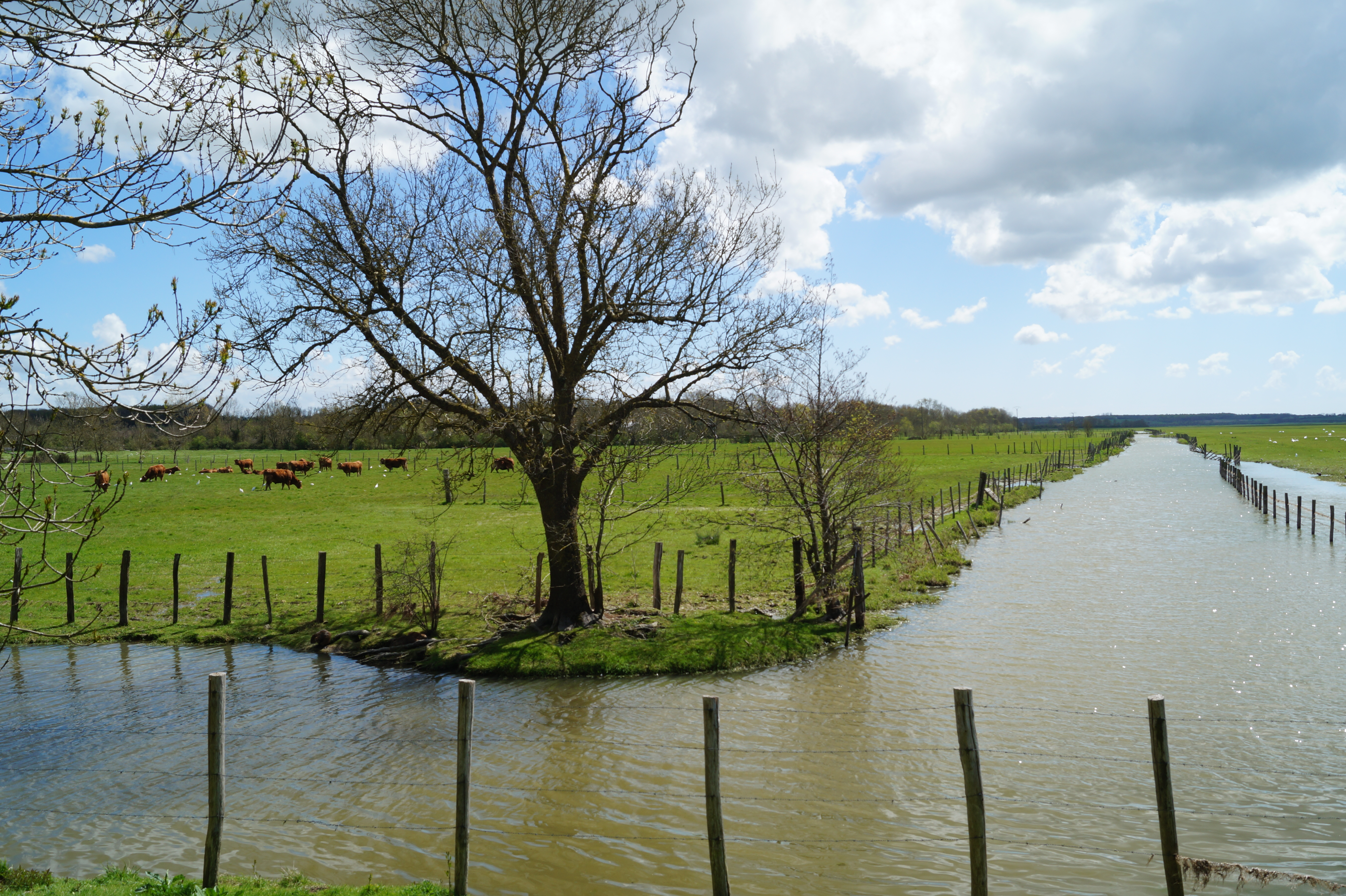
Le communal et un champ attenant à Lairoux, depuis l’observatoire du marais poitevin.

D'autres aménagements sont encore visibles, mais plus utilisés par des professionnels de nos jours.
- Marais salants (dans le marais desséché), exploités jusque dans les années 1956 à Chaillé-les-Marais, d'autres implantations sont aussi encore visibles du côté de Saint-Michel-en-l'Herm le long du canal de Luçon et à la pointe Saint-Clément à Esnandes. Le marais poitevin et le Poitou tout entier ont tiré leur renommée de la production du sel. Au XVe siècle, la région fournissait une grande partie du royaume et approvisionnait l'étranger. Pour les échanges commerciaux, la Sèvre Niortaise favorisait les transports vers l'océan ou vers l'intérieur des terres.
- Pêcheries (dans le marais mouillé principalement), parcelles souvent rectangulaires avec un réseau dense de fossés et buttes tracés en parallèle. Des bondes permettaient d’empêcher la sortie des poissons qui seraient ensuite péchés.
- Terrées (dans le marais mouillé), bandes étroites alternant fossés et butes de terre, plantées de saules ou de frênes taillés en « têtard », ce sont  des espaces de production de bois de chauffage ou de bois d’œuvre[56]. Pour la différence avec les pêcheries se font souvent à la largeur des fossés.
- Trous de bris, anciens sites d’exploitation du bri (argile grise) pour les tuileries et briqueteries[56]. Dans le Marais Mouillé, l'exploitation tuilière était une activité saisonnière. Les crues naturelles empêchant l'extraction durant l'hiver. Les tuiliers du marais poitevin travaillaient donc d'avril à novembre. Hors saison, ils exerçaient un autre métier.

Seuls les grands « communaux » sont encore exploités : de grandes prairies naturelles inondables vouées au pâturage, pouvant atteindre 250 hectares pour y paître vaches et chevaux (au XIXe siècle on pouvait aussi y trouver des oies, moutons, chèvres, cochons ou baudets). Les plus grands communaux comme celui de Lairoux, Curzon, Nalliers, Les Magnils-Regniers, Saint-Denis-du-Payuré et Le-Poirée-sur-Velluire sont surveillés par des éco-pasteurs à cheval (cowboys des temps modernes).

## Projets inaboutis

### Canal de La Rochelle à Damvix
Travaux commencés par décret du 17 juillet 1805, le projet prend trop de retard, et on s’aperçoit qu'il est surdimensionné et coûteux, il a été raccourci pour devenir le Canal de Marans à La Rochelle mis en service en 1875.

### Canal de Niort à Marans
En 1847 un projet de redressement de la Sèvre entre Niort et Magné est présenté par l'ingénieur de Laffore. La Boucle de La Roussille (St Liguaire et Niort) serait « coupée » par un canal (et écluse) reliant Galuchet à la Moucherie. Une autre « variante » avec un canal reliant La Chizelles à La Roussille est proposé.
L'idée est reprise et détaillée par l'ingénieur Maire en 1856. Seule la création de l’écluse de la Tiffardière étant réalisée.

### Fermeture de la baie de l’Aiguillon
Après les diverses créations de petits polder sur la Baie de l'Aiguillon, un projet dans les années 1960 veut passer à la vitesse supérieure en créant une digue qui ferme complètement la baie entre la pointe de l’Aiguillon et la Pointe St Clément à Esnandes. Des bâtiments sont construits pour ce projet à la Pointe de l'Aiguillon, et toujours visibles actuellement.

### Autoroute A83
Construction de l’A83 à travers le marais poitevin. Finalement le tracé passe au Nord de Niort après plusieurs variantes étudiées dans les années 1980-2000. En "compensation" François Mitterrand lance les Grands Travaux.

### ProjetA831
Une des antennes de la Route des Estuaires, prévue en 1993, aurait été constituée par la route à 2 x 2 voies Sainte-Hermine - La Rochelle et l'A837 La Rochelle - Saintes. Abandonné en 1994, ce projet d'antenne a été remplacé en 1997 par le projet A831 Fontenay-le-Comte - Rochefort-sur-Mer, lui-même abandonné en juillet 2015. Le projet est pris en compte dans la charte du parc naturel régional du Marais poitevin. Bien que le projet autoroutier soit abandonné, des études sont lancées pour la réalisation du contournement de la ville de Marans qui fera partie du tracé de ce projet.

## Labels et structures
Le territoire s’étendant sur 3 départements, 2 régions, 2 bassins hydrauliques, une multitude de structures interviennent à différents niveaux :

### Syndicat mixte pour la gestion du parc naturel régional
Il a existé un parc naturel régional (« parc naturel régional du Marais poitevin, du Val de Sèvre et de Vendée ») de 1979 à 1996, qui couvrait le marais et des zones naturelles avoisinantes. 	 

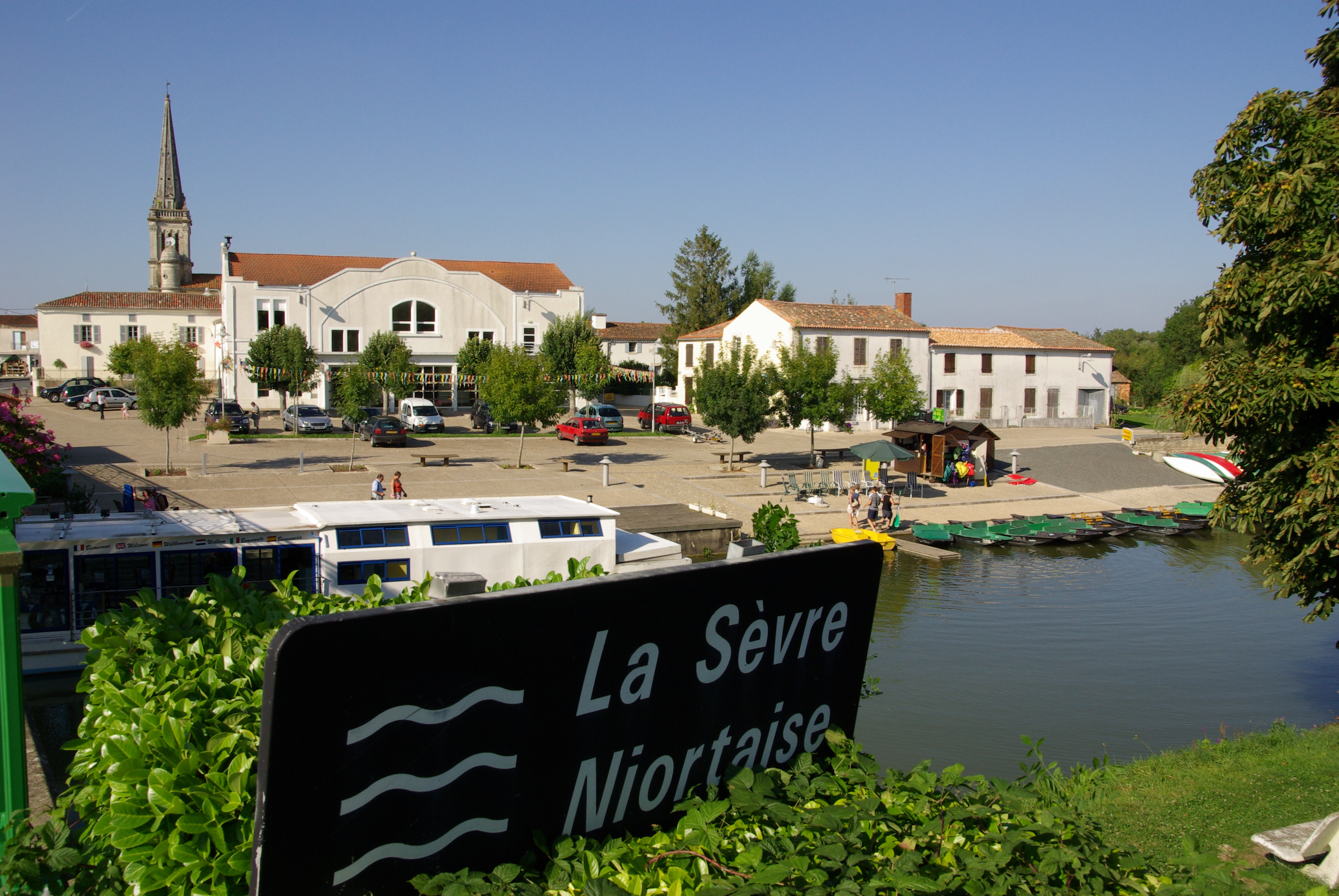
Le port de Damvix sur la Sèvre Niortaise, au cœur du parc interrégional

La labellisation n'a pas été renouvelée en 1997 à la suite d'un bilan très défavorable de l'évolution du marais dû aux pratiques agricoles intensives en regard de l'élevage extensif autrefois présent. Les collectivités membres du syndicat mixte qui gérait ce parc n'ont pas su s'entendre sur une nouvelle charte qui soit compatible avec le statut de parc naturel régional et qui aurait marqué une volonté de redresser la barre. 	 
Entre 1997 et 2014 le syndicat a pour gestion le parc interrégional du Marais poitevin (PIMP). Ses moyens financiers sont limités. 
En 2002, les démarches visant à une nouvelle obtention du label Parc naturel régional ont été entamées. 	 
En février 2008, le ministre de l'Écologie et du développement durable Jean-Louis Borloo remet en cause la charte établie par les groupes de travail du syndicat mixte, invoquant le fait que celle-ci présente une extrême fragilité juridique et repousse ainsi la remise en place du label de parc naturel régional.
Le 21 mai 2014, le marais poitevin a retrouvé le label parc naturel régional, en signant une nouvelle charte adoptée par tous les acteurs du marais poitevin.
La gestion du parc naturel régional du Marais poitevin (18 553 hectares) vise à protéger l'écosystème. Elle est assurée par un syndicat mixte, présidé depuis mars 2016 par Pierre-Guy Perrier (LR), maire de Luçon. Une nouvelle charte doit accompagner la labellisation du parc interrégional du Marais poitevin en parc naturel régional.

### Syndicat mixte marais poitevin bassin du LAY
Créé en 1981 par le Département de la Vendée pour constituer une solidarité hydrographique pour 27 communes du marais poitevin Vendéen.

### Institution Interdépartementale du Bassin de la Sèvre Niortaise (IIBSN)
Créé en 1987, c'est un établissement public territorial. Depuis le 1er janvier 2014, l’IIBSN est propriétaire et gestionnaire du Domaine Public Fluvial de la Sèvre Niortaise, des Autize(s) et du Mignon.

### Associations syndicales des marais
Premières structures officielles a naître dans le Bas Poitou vers 1640 (Société du Petit Poitou à Chaillé-les-Marais) elles regroupent les propriétaires. Les syndicats de marais entretiennent les ouvrages hydrauliques privés d’intérêt collectif (canaux, écluses) et gèrent l’eau dans leur réseau. 41 associations couvrent le marais poitevin, certains territoires sont couverts par aucun syndicat.

### Établissement public du marais poitevin
La loi Grenelle II a créé en 2010 un « Établissement public de l'État à caractère administratif pour la gestion de l'eau et de la biodiversité du marais poitevin », l'Établissement public du marais poitevin (EPMP) (organisme à vocation de maîtrise d'ouvrage mais non compétent pour la gestion des risques liés aux inondations).

### Label Grand site de France
En 2010, alors que le parc avait perdu son label Parc naturel régional, des démarches sont entreprises pour classer le Marais Mouillé Grand site de France. En 2018 le label est renouvelé par le Ministre Nicolas Hulot.

### Site du réseau européen Natura 2000
Le marais poitevin est intégré au réseau européen Natura 2000.

### Site Ramsar
Depuis le 23 novembre 2023, le marais poitevin a été reconnu comme zone humide d'importance internationale. A ce titre, les deux tiers de son territoire (69 034 ha) sont inscrits selon les critères de la Convention de Ramsar comme Site Ramsar. Sa gestion est assurée par le parc naturel régional du Marais poitevin.

#### Institutionnels
- « Parc naturel régional du Marais poitevin »
- « Établissement public du marais poitevin », coordination, gestion de l’eau et préservation de la biodiversité
- Institution Interdépartementale du Bassin de la Sèvre Niortaise (IIBSN), propriétaire et gestionnaire du Domaine Public Fluvial de la Sèvre Niortaise et de ses affluents. Elle a pour mission, entre autres, l'entretien du Domaine, la continuité de la navigation, les travaux d'aménagement et la gestion des ouvrages hydrauliques.
- Site de la destination touristique du Marais poitevin

### Ouvrages

#### Locaux
- Le marais poitevin et l'avancée de la Sèvre Niortaise : un marais poitevin si saintongeais, coll. « magazine Xaintonge » (no 15), juin 2005 (présentation en ligne)
- Coordination pour la défense du marais poitevin, Le marais poitevin, un espace à réinventer ? (Actes du colloque organisé à Niort les 4 et 5 octobre 2008), La Crèche, Geste éditions, 2009, 198 p. (ISBN 978-2-9512412-1-3, présentation en ligne)

#### Guides
- Balades nature dans le marais poitevin (ill. Jean Chevallier), Paris, Dakota éditions, 2006, 128 p. (ISBN 2-84640-166-7, présentation en ligne)
- Éric et Évelyne Rousseaux, Guide du marais poitevin, La Crèche, Geste éditions, 2006, 70 p. (ISBN 2-84561-244-3, présentation en ligne)
- Eric ROUSSEAU et Benoît PERROTIN, Le Guide de la nature dans le Marais poitevin, La Crèche, GESTE EDITIONS, 2 septembre 2010, 325 p. (ISBN 978-2-84561-727-8)

#### Histoire
- Yannis Suire, Le marais poitevin : une écohistoire du XVIe siècle à l'aube du XXe siècle, La Roche-sur-Yon, Centre vendéen de recherches historiques, 2006, 525 p. (ISBN 2-911253-30-2, présentation en ligne)
- Bernard Martineau, Le Marais poitevin : Au fil de la Sèvre Niortaise, Éditions Alan Sutton, coll. « Mémoire en images », mai 2013, 160 p. (ISBN 978-2-8138-0644-4 et 2-8138-0644-7, présentation en ligne)
- Nathalie BARREAU, Le batai, le bateau plat du Marais Poitevin, La Ronde, Parc Naturel Régional du Marais Poitevin, 1992 (ASIN B000KYCEIC)
- Fanny PACREAU, Pêches traditionnelles et pêcheurs des Marais, La Crèche, Geste éditions, 2003, 55 p. (ISBN 2-84561-088-2, lire en ligne)
- Eric ROUSSEAUX, Je découvre le Marais Poitevin : Nature, traditions, histoire, La Crèche, Geste Editions, 25 février 2016, 56 p. (ISBN 978-2-36746-582-1)
- Perceau Louis, Contes du Marais Poitevin, La Crèche, La Geste, 22 juin 2017, 176 p. (ISBN 978-2-36746-691-0)
- SUIRE Yannis, Le Bas-Poitou vers 1700. Cartes, plans et mémoires de Claude Masse, ingénieur du roi, La Roche-sur-Yon, CVRH, 16 novembre 2017, 368 p. (ISBN 978-2-911253-80-5)
- Bernard Martineau, Romain Gaillard et Pierre Viala, Le Marais Poitevin d'hier à aujourd'hui, Tours, Editions Sutton, 28 juin 2018, 127 p. (ISBN 978-2-8138-1168-4)

### Filmographie
- Le marais poitevin : un espace, des paysages, de Centre régional de documentation pédagogique de Poitou-Charentes (prod.) et de Geneviève Neveux (réal.), 1995, VHS, 13 min [présentation en ligne] : film documentaire
- Un pavé dans le marais, de Ministère de l'agriculture et de la pêche, France 2, LMK images (prod.) et de Bernard Dartigues (réal.), 1993, VHS, 52 min [présentation en ligne] : film documentaire
- Les Quatre saisons du marais poitevin, de Édilarge (prod.) et de Allain Bougrain-Dubourg (réal.), 2011, Livre et DVD, 80 min [présentation en ligne]
- Il était une fois dans l’ouest…du Poitou, de Marion Fernandez et Maxence Lamoureux, 2018 [présentation en ligne] : film documentaire